# 京都市営バス
京都市営バス（きょうとしえいバス、英語: Kyoto City Bus）は、京都府京都市内及びその周辺地域において、京都市交通局が経営する路線バスである。呼称は京都市バス。地元では単に市バス（しバス）と呼ばれることが多く、本項でも「市バス」として表記する。
京都市営地下鉄・JR西日本・私鉄の鉄道路線とともに京都市内の公共交通を支えており、市内の路線バス輸送の80％以上を担っている。74ある運行系統（2022年度）の一部は京都府の長岡京市と向日市にも延びている。2005年に京都市に編入された旧・京北町の京北町営バスは、編入後は市バスとしてではなく、きょうと京北ふるさと公社による「京北ふるさとバス」として引き続き運行されている。
なお、京都府内には京都交通、京阪京都交通、京都バス、京都京阪バスという「京都」を冠した民間バス会社が存在するが、これらはいずれも市バスとは別事業体である。ただし旅客サービスでは、京都バスとの共通化が進む。

## 沿革

### 京都におけるバス事業の始まり
京都市によるバス事業は、1928年（昭和3年）5月10日に出町柳 - 植物園間の2.5キロメートル（km）で運行を開始したのが始まりである。京都市域は周辺市町村編入による1931年（昭和6年）4月1日付での右京区と伏見区の新設などにより拡大。京都市内では明治時代から路面電車（後の京都市電）が走っており、「旧市内は市電、新市域は市バス」を基本方針として、京都市内外縁部を中心に路線を設定していった。また、1932年（昭和7年）には京都市営トロリーバス事業を開始した。

### 昭和初期から戦中
しかし、日中戦争から太平洋戦争へと向かう石油燃料の逼迫により、木炭自動車、電気自動車、コーライト（半成コークス）自動車、メタンガス自動車の導入や、木炭自動車用の木炭の自家製化などを図ることとなった。また、燃料の消費を抑えるために、運転休止時間帯の設定や路線の縮小、併せて急行運転なども実施された。
同時に、京都市内でバス事業を行っていたバス事業者の買収を行い、基本的に市内は京都市電気局によりバス事業が行われることとなった。なお、京都市内におけるバス事業の戦時統合は京都市電気局に統合実施されることとなったが、上述のように京都市内のほぼ全てが京都市電気局により統合されていたため、実質的には実施されなかった。ただし、現在でも京都市内に民営バス会社や西日本JRバスによる路線が残存しているのは、この統合時に大阪市域の統合に絡む京阪自動車（現在の京阪バス）、奈良電気鉄道（現在の近鉄バス）、宇治田原自動車（のちの京阪宇治交通、現在の京阪バス）と、丹後地方の統合に絡む丹波交通（現在の京阪京都交通）が統合対象でなかったこと、省営バスはそもそも戦時統合の対象外であったことによるものである。また、現在の京都バスの前身に当たる嵐山自動車と鞍馬自動車は当時の京都市域にほとんど路線を持っていなかったため、やはり統合の対象外であった。

### 戦災からの復興
太平洋戦争下の日本本土空襲の被害は京都市では少なかったものの、終戦直後も厳しい燃料事情は続いていた。京都市電気局により運行されていたバス路線は、終戦時点ではわずか8路線で、走っているのは代用燃料車であった。
このような中で、復興が進められていった。1947年（昭和22年）には、京都市電気局は京都市交通局に改称され、同時期に進駐軍から車両の払い下げを受け車両の増強に努めた。その後、車両の大型化が進むとともに、戦争に伴い運休となっていた路線の再開が行われ、徐々に戦争前の姿を取り戻していくこととなった。1949年（昭和24年）には、一般貸切旅客運送自動車事業を開始し、1951年（昭和26年）には夜の観光バスの運行を開始した。
また、京都市内には前述のように戦時統合が行われず、多くの事業者が残されていたため、1948年（昭和23年）には省営バス（後の国鉄バス）や京阪自動車、京都バスをはじめとした会社線のバスとの相互乗り入れを開始し、1951年（昭和26年）には、京阪自動車、京都バス、丹波交通、日本国有鉄道（国鉄）との運輸協定を締結するに至った。
また、1951年（昭和26年）には大阪市に次いで国内では2番目となるワンマンバスの運行を開始した。なお、ワンマン化についてはこの後順次進められていき、1970年（昭和45年）に多区間系統のワンマン化の実施、1972年（昭和47年）に後乗り前降りの整理券方式による乗降方式の導入が行われていく。
1952年（昭和27年）には、地方公営企業法の施行に伴い、公営企業体としての京都市交通局が発足した。この発足と同時にバスの車体のカラーリングを変更し、現在の市バスの車体にみられる、若草色と濃緑色の曲線からなるデザインへと変更されることとなった。
このような状況の中で、路線の拡充が進められていき、1955年（昭和30年）に京阪自動車と共同で京都定期観光バス、1958年（昭和33年）に京阪自動車と共同で比叡山線の運行をそれぞれ開始したのが一例である。

### 市電事業廃止、市営地下鉄事業の開始による影響
しかし、1960年代になると、次第に日本全国共通の問題となる市内中心部の空洞化（ドーナツ化現象）、自家用自動車の急激な普及（モータリゼーション）に伴う交通渋滞が深刻化した。京都市交通局の財政も悪化を続け、京都市電や京都市営トロリーバスが廃止されることとなり、代替輸送を市バスにより行うこととなった。これに合わせてバス施設の増強が行われ、醍醐や梅津、三哲、西賀茂、錦林、九条、烏丸の各営業所が設置されることとなった。
路面電車が上記のように廃止され、京都市交通局はバス専業事業者となったが、1960年代から京都市営地下鉄事業の計画が進められており、1981年（昭和56年）に京都市営地下鉄烏丸線が開業した。これに合わせて京都市営バス路線も、地下鉄との有機的な連絡を基本として再編された。地下鉄と市バスの乗り継ぎ運賃の導入や、北大路バスターミナルにおけるフィーダ路線の導入が、その具体例であった。

### 交通体系の変化と新たなバスサービスの拡充
1990年代に入っても、道路渋滞の悪化に伴いバスの定時性の確保が難しさを増していった。また、京都市営地下鉄烏丸線、東西線の相次ぐ延伸や新規開業に伴い、鉄道と並行する路線の縮小や他事業者への移管を進めることとなった。これにより、山科区や伏見区東部の路線を全て京阪バスに移管、左京区北部の路線の大半を京都バスに移管することとなった。なお、この際、敬老乗車証などを移管した路線でもそのまま使える措置を取っている。
また、このような外部環境の変化に伴い市バス事業の赤字が悪化したため、一部の路線の運行業務を民間事業者に委託することとなった。最初は横大路営業所を委託することから始まり、現在では、梅津営業所が西日本JRバスに一部系統を、洛西営業所が近鉄バスに、横大路営業所が阪急バスとMKバスに全系統を、錦林出張所が京都バスに全系統を委託することとなった。これらの施策により、ここ数年は財務状況の改善がみられるようになってきた。また、2020年3月まで、九条営業所の一部が京阪バスに委託されていた。
一方、バス事業の規制緩和に伴い、2002年にMKタクシーが東山地区を中心とした循環路線を設定し、市バスより安い運賃（構想では200円、当時の市バスの運賃は220円）で路線バス事業に参入することを発表した。このことに対して京都市は、市バスの経営に影響を与えるとして激しく反発することとなった。
この問題を解決するために、2004年7月に京都商工会議所の村田純一会頭による協議の提案を受け、京都市とMKタクシーの当事者同士が協議をする場として「京都のバス事業を考える会」が発足した。この中での様々な議論を通じて、従来と異なる新たな施策等が示された。
これに伴い、MKタクシーは路線バス事業への参入を取りやめることとなった。代わりに、考える会の最終報告書に記載された、一部路線のジャンボタクシー等を使用したサービスの改善を担当することになり、委託事業者として横大路営業所の運行委託業務に参入した。なお、MKタクシーが事前に準備していた中型バスは、上記のように路線バス事業に参入しないことにより不要となったため、一部を残して京都市交通局がリースという形で引き取った。当該車両は側面の行先表示に、京都市交通局発注車にはない「矢印式LED表示器」を使用している。
京都市は観光地であるため、観光客重視のダイヤで設定されている系統が多い。観光面に特化した「洛バス」という急行バスも設定している。しかし21世紀に入ると河原町通（河原町今出川 - 京都駅）や桂駅 - 洛西ニュータウン（こちらは京阪京都交通と連携）で等間隔でバスを走らせたり、西大路通では立命館大学（衣笠キャンパス）へ向かう快速バスを増やして所要時間の短縮を図ったりするなど、観光以外の面でもサービスの向上を図っている。
市内中心部においては、基本的には昼間は本数が多いが、交通事情が悪い場合は団子状態で来るないし長時間バスが来ない場合もある。近年は西大路通等で市バスを優先して信号を制御する公共車両優先システム（バスが接近すれば自動的に青になる）を導入するなど、市バスの定時運行を進めている。バスの本数の多い区間では朝夕ラッシュ時にバス専用レーンを設けている。
大半の系統は22時台に最終便となるが、循環系統については旧市電代行という側面もあり、一部の主要系統と合わせて23時台まで運行している。それでも都心部に深夜帯に到着する列車からの乗り継ぎができない事例も多く、深夜バスの設定を求める声が当時から挙がっており、それによって河原町通から京都駅に向けて、夜間バス「よるバス」の運行が始まった（のちに祇園地区からの便も設定）。また2011年の系統再編以降は深夜時間帯の主要ターミナルでの大阪方面からの高速鉄道（JR京都線・阪急京都本線・京阪本線）との接続の改善も行われている。

### 観光客の増加に伴う経営の改善と攻めの経営への転換
各種の改善により経営健全化計画は2012年度の決算で完了する。この頃から京都観光の訪日外国人が増加を続けて、長く赤字路線だった南5系統が、伏見稲荷大社を訪れる外国人により黒字転換するなど、経営環境の改善が続いた。
2014年3月22日のダイヤ改正では、35年ぶりの増車（24台）や他の大都市で見られる（運賃倍額の）本格的な深夜バスの設定、方向幕の新デザイン化に伴う方向幕の全面的な取替え（LED車も表示方法を一部変更）、更なる夜間ダイヤと駅接続の強化、ラインカラー導入などが行われた。その後も1年ごとに増発を伴うダイヤ改正が続いている。ただし、バス運転手の人手不足と、2018年から他社委託が減少したことによる経費の増大により、2019年3月改正は、久しぶりの増発を伴わない改正となった。
均一運賃区間の拡大も同時期に行われた。他の交通事業者に影響するため徐々に進められ、京都バス・西日本ジェイアールバスでは、運賃制度のシームレス化が図られた。
一方で観光客の増加に伴って混雑が激化し、その対策として100号系統で「前乗り後ろ降り」方式が導入され、今後すべての均一運賃系統に適用を拡大予定と2019年11月に報じられた。前記の通り、1972年（昭和47年）に「後ろ乗り前降り」に転換した経緯があるため、約半世紀ぶりの再転換となる。
後述する新型コロナ禍による一時的な乗客減少を経て、2020年代には外国人を含めた観光客の京都来訪が増え、市民の日常的な移動でバスに乗り切れないオーバーツーリズムの弊害が目立ってきた。このため京都駅前と東山地区の観光地を直接結ぶ「観光特急バス」2路線の追加運行を2024年（令和6年）6月1日に始めた。

### 新型コロナ禍に伴う経営への打撃
前述されたような経営健全化に向けた取り組みの成果が発揮されたことや、外国人を始めとした来洛観光客の増加に伴い、平成30年度（2018年度）には19億円の経常利益を生み、利益剰余金も90億円を上回るなど、経営状況は安定しつつあった。
しかし、2020年（令和2年）春より世界的な新型コロナウイルス感染症の流行が始まり、旅客数が大幅に落ち込んだ結果、経営状況が悪化。2020年度（令和2年度）決算では2002年度（平成14年度）以来の赤字決算となる48億円の赤字を計上したほか、同年度の営業系数は当時運行していた82系統全てで赤字に転落する状況に陥った。
これを踏まえ、経営状況の改善のために2022年（令和4年）3月改正で大幅な運行形態の見直しが行われた。同改正では時間当たり本数の多い系統の昼間時間帯を中心に減便が行われたほか、旅客流動の性質変化に併せ急行系統の全系統休止・深夜バスの全系統廃止が行われた。前項で記載された前乗り後ろ降り方式の導入も、対象となっていた急行系統がすべて休止されたことで実質的に凍結されることとなった。
また、経営改善策の一環として他のバス事業者との連携もこれまで以上に強化されることとなり、まず2021年（令和3年）3月改正で8号系統の終点が高雄から栂ノ尾まで延伸され、西日本JRバスの並行路線と終点が揃えられた。市バスの高雄以北は1981年に廃止された48号系統の高雄 - 小野郷出張所前間以来、40年ぶりの復活となった。さらに、福王子 - 栂ノ尾間の運賃がJRバス共々均一運賃に変更され、調整運賃系統から均一運賃系統に変更された。続いて2022年3月からは市バス路線の一部便を民間事業者と共同運行する取り組みが開始され、北3号系統・86号系統の運行に京都バスが、快速205号系統の運行に西日本JRバスがそれぞれ参入し共同運行系統となった。
このほか、山科区西部の山科団地地区からの住民の要望により、2021年12月より四条河原町と山科団地を結ぶ特80号系統が設定され、1997年（平成9年）の東西線開通に伴う山科地区からの全面撤退以来24年ぶりに山科地区への乗り入れが復活した。

### バス事業年表
- 1927年（昭和2年）4月25日：京都市電気局がバス事業の免許を申請[18]
  - 12月24日：免許を許可[18]
- 1928年（昭和3年）
  - 5月10日：出町 - 植物園前間（第三号線）で営業を開始[18]
  - 5月16日：出町 - 北白川天神前間（第二号線）の営業を開始[19]
  - 5月23日：大宮今出川 - 大徳寺前間（第四号線）の営業を開始[19]
  - 5月25日：七条大宮 - 第二中学校間（第一号線）の営業を開始[19]
  - 10月27日：四条西大路 - 祇園石段下間（第六号線）、京都駅 - 河原町丸太町 - 烏丸丸太町 - 京都駅間（第七号線）の営業を開始[20]
- 1929年（昭和4年）1月27日：第四号線を大徳寺前から待鳳校前まで延長[20]。
- 1952年（昭和27年）10月1日：地方公営企業として京都市交通局が発足[21]。
- 1954年（昭和29年）12月21日：八条自動車運輸事務所開設[21]。
- 1956年（昭和31年）
  - 10月1日：四条自動車運輸事務所開設[21]。
  - 11月19日：交通局庁舎新築移転[21]。
- 1961年（昭和36年）
  - 8月1日：北野支所開設[21]。
  - 10月16日：五条運輸事務所開設[21]。
- 1962年（昭和37年）11月10日：深夜バス5号系統でワンマン運転開始[21]。
- 1963年（昭和38年）10月1日：貸切バス事業廃止[21]。
- 1964年（昭和39年）7月15日：四条営業所山科支所開設[21]。
- 1965年（昭和40年）
  - 4月16日：九条自動車車両工場新築移転[21]。
  - 7月20日：高野営業所開設[22]。
  - 11月19日：四条烏丸市バスセンター開設[22]。
- 1967年（昭和42年）12月20日：四条営業所廃止、梅津営業所開設[22]。
- 1970年（昭和45年）12月21日：上堀川営業所廃止、西賀茂営業所開設、多区間ワンマンバス運行開始[22]。
- 1973年（昭和48年）
  - 3月28日：電気バスの運行開始（4号系統）[22]。
  - 11月28日：横大路営業所開設[22]。
- 1976年（昭和51年）
  - 4月1日：錦林営業所開設、マイクロバスの運行開始（M1号系統）[23]。
  - 10月1日：京都市域共通回数券制度（交通局、京阪バス、京都バス、京都交通、阪急バス）の実施[23]。
- 1977年（昭和52年）10月1日：九条営業所開設[23]。
- 1978年（昭和53年）10月1日：烏丸営業所開設、北野営業所を烏丸営業所の支所として発足[23]。
- 1979年（昭和54年）
  - 4月7日：京阪バスとの共通定期券制度の実施[23]。
  - 5月21日：八条営業所・烏丸営業所北野支所廃止、洛西営業所開設[23]。国の補助を受けた電気バスで、洛西ニュータウンと桂駅間を6両で運行開始（洛西営業所）[23]。
  - 7月8日：車内回数券自動販売機の廃止[23]。
- 1980年（昭和55年）
  - 5月20日：京都市域共通回数券制度に国鉄バス参加[23]。
  - 11月27日：京都駅前バス乗降場完成[23]。
- 1981年（昭和56年）
  - 3月31日：北大路駅バスターミナル完成[24]。
  - 5月29日：地下鉄烏丸線（京都駅 - 北大路駅間）開業に合わせて市バス系統の再編成を実施（121系統→89系統）[24]。洛西操車場供用開始。東土川操車場を久我操車場に名称変更。
- 1982年（昭和57年）
  - 3月31日：バスロケーションシステムを一部路線（堀川通・下鴨通）で運用開始[24]。
  - 7月12日：洛西バスターミナル供用開始[24]。
  - 9月1日：土曜ダイヤ運転の実施[24]。
- 1983年（昭和58年）
  - 3月15日：京都観光一日乗車券の設定[24]。
  - 3月30日：醍醐営業所新築移転[24]。
  - 11月1日：九条営業所三哲支所廃止[24]。
- 1984年（昭和59年）
  - 2月16日：バス運行管理システムの稼働開始（九条営業所）[24]。
  - 4月28日：学期定期券の設定、バス全線及び地下鉄全線定期券を持参人式に変更[24]。
- 1985年（昭和60年）4月1日：岩倉操車場移転、学休期間のバス土曜ダイヤ運転の実施[24]。
- 1986年（昭和61年）
  - 3月31日：高野営業所廃止[24]。
  - 4月1日：四条烏丸市バス・地下鉄案内所廃止[24]。
  - 4月25日：三哲操車場の供用開始[24]。
  - 5月15日：桂駅西口バス乗降場供用開始[24]。
  - 10月25日：快速バスの運行開始[24]（快速特202号・快速特205号系統）。
- 1987年（昭和62年）
  - 7月9日：中型バスの導入（24両）[24]。
  - 7月16日：維持費が高い、冷房化できない等の理由から電気バス廃止[24]。
  - 9月5日：竹田駅西口バス乗降場供用開始[24]。
- 1988年（昭和63年）
  - 4月16日：京都市臨時貸切旅客自動車運送事業条例の制定[25]。
  - 6月11日：地下鉄烏丸線竹田駅延伸に合わせて市バスの系統を再編。竹田操車場及び竹田駅東口バス乗降場供用開始[25]、久我操車場廃止[25]、洛南・伏見地域にブロック系統を新設。
  - 10月12日：市バス6ヶ月定期券の設定（均一区間）[25]。
- 1989年（平成元年）
  - 4月1日：市バス定期券を「月ぎめ定期券」から「日ぎめ定期券」に変更[25]。
  - 7月1日：四条烏丸市バスセンター及び東山操車場廃止[25]、四条烏丸操車場開設。
  - 8月2日：市バス6ヶ月定期券の設定（均一区間外）[25]。
  - 12月31日：初詣終夜バスの運行開始（以降、毎年12月31日に運行[25]）。
- 1990年（平成2年）
  - 3月10日：バス総合運行システム・バスロケーションシステムを一部運用開始[25]。
  - 7月21日：同年8月31日まで臨時急行バス（出町柳駅前 - 嵐山）の運行する[25]。
  - 9月10日：第1回「バスの日」記念行事の実施（小学生無料乗車扱い）[25]。
  - 11月25日：市バス・地下鉄友の会発足[25]。
- 1991年（平成3年）
  - 5月2日：京都市臨時貸切旅客自動車運送事業条例の制定[25]。
  - 6月1日：京都観光二日乗車券の新設[25]。
  - 7月21日：仮設烏丸営業所開設、旧烏丸営業所廃止[25]。
  - 10月1日：市バス女性運転手の採用[25]。
  - 11月29日：自動車整備工場が竹田に移転[25]。
  - 12月2日：京ちゃんバスの運行開始[25]。
  - 12月11日：北大路バスターミナルが臨時移設、旧北大路バス専用ターミナル廃止[26]。
  - 12月24日：リフト付バスの運行開始[26]。
- 1992年（平成4年）
  - 1月4日：チンチン・バスの運行開始[26]。
  - 4月1日：昼間割引回数券・5000円共通回数券の新設[26]、通勤定期券を無記名式に変更[26]。
- 1993年（平成5年）
  - 6月6日：京都市臨時貸切旅客自動車運送事業条例の制定[26]。
  - 7月1日：プリペイド・カードシステム開始、市バス・地下鉄共通「トラフィカ京カード」の発売開始[26]。
- 1994年（平成6年）
  - 3月26日：北大路バスターミナル・新烏丸営業所が地下に移転[26]。
  - 4月21日：市バス専用乗車券カード（回数乗車券）の発売[26]。
  - 10月1日：2400円共通回数券の設定[26]。
- 1995年（平成7年）
  - 1月1日：均一区間のみ有効の市バス専用一日乗車券カードの発売[26]。
  - 3月10日：「キタオオジタウン」供用開始[26]。
  - 10月1日：2500円共通回数券及び2600円共通回数券の設定[26]。
  - 1996年（平成8年）9月1日：短距離定期券（乗車区間2km以下）の新設、市バス専用乗車券カード4000円の発売中止、昼間割引回数券の新設、トラフィカ京カード5000円の発売中止[26]。
- 1997年（平成9年）
  - 3月17日：ノンステップバス（超低床）の運行開始[26]。
  - 6月4日：地下鉄烏丸線国際会館駅までの延伸に合わせて、岩倉・大原等地域のバス運行を京都バスに一元化、市バスと岩倉・大原等地域の京都バスとの連絡定期運賃を新設。
  - 8月7日：市バス・地下鉄のキャラクターデザインと愛称「京ちゃん」・「都くん」を決定[27]。
  - 10月12日：地下鉄東西線（二条駅 - 醍醐駅間）開業に伴い市バスの系統を再編。山科・醍醐等地域のバス運行を京阪バスに一元化、市バスと山科・醍醐等地域の京阪バスとの連絡定期運賃を新設。醍醐営業所の廃止及び錦林営業所の支所化[27]。
  - 10月27日：インターネットホームページによる市バス全停留所の時刻表案内を開始[27]。
- 1998年（平成10年）
  - 9月20日：開業70周年「市バスまつり」を開催[27]。
  - 12月7日：京都駅前市バス・地下鉄案内所の営業開始[27]。
- 1999年（平成11年）
  - 3月22日：烏丸営業所錦林支所の出張所化[27]。
  - 4月3日：市バス環境定期券制度を導入[27]。
  - 7月2日：京都駅前バスのりば完成[27]。
  - 9月23日：観光シャトルバス（S1号系統、北野白梅町 - 出町柳駅前）運行開始[27]。
- 2000年（平成12年）
  - 3月1日：スルッとKANSAI導入、京都観光一日乗車券・二日乗車券の利用範囲が市バスの全域に拡大[27]。
  - 3月25日：横大路営業所6系統の「管理の受委託」の実施[27]。
  - 3月26日：観光シャトルバス（S1号系統、北野白梅町 - 出町柳駅前）運行終了。
  - 4月1日：100円循環バスの試験運行開始[27]。
  - 8月10日：携帯型バスロケーションシステム（ポケロケ）の運用開始[27]。
  - 11月1日 - 市バス通勤1年定期券の発売開始[27]。
- 2001年（平成13年）
  - 1月13日：午後9時35分頃、竹田駅発横大路車庫前の市バス内で、男がカッターナイフで運転手と乗客を脅しバスジャックする事件が発生した。その後バスは大阪府茨木市内の国道171号線上で発見され、男は逮捕された[28]。
  - 2月2日：市バス車体広告の施行実施[29]。
  - 3月24日：横大路営業所の「管理の受委託」の完全実施[29]。
  - 4月1日：100円循環バスの本格運行開始。
  - 4月2日：公共車両優先システム（PTPS）の運用開始（北大路烏丸 - 西大路四条 6.5 km）[29]。
  - 8月1日：市バス専用一日乗車券カードの車内販売開始[29]。
  - 9月15日：「スルッとKANSAIバスの日イベント」の実施　以降毎年バスの日に実施[29]。
- 2002年（平成14年）
  - 2月1日：改正道路運送法（乗合バス事業の規制緩和）の施行[29]。
  - 4月10日：公共車両優先システム（PTPS）の区間を拡大（北大路烏丸 - 西大路四条 - 九条車庫 11.5 km）[29]。
  - 5月1日：市バス接近メール通知サービス（ポケロケメール）の実施[29]。
  - 6月24日：「京都市交通事業審議会」に規制緩和実施下における市バス事業経営のあり方についてを諮問[29]。
  - 9月28日：「市バス・地下鉄お客様感謝デー」と東西線開業5周年記念事業の開催[29]。
- 2003年（平成15年）
  - 1月23日：五条営業所の廃止[29]。
  - 3月16日：横大路営業所3系統の「管理の受委託」の実施[29]。
  - 6月1日：市バス・阪急電鉄連絡定期券の発売及び2WAYサービスの実施[29]。
  - 9月1日：市バス通学定期券（甲）の通用区間を均一区間内の全線に拡大[29]。
  - 9月15日：京都市内で第3回スルッとKANSAIバスまつりの開催（場所：京都陸運支局）[29]。
- 2004年（平成16年）
  - 3月20日：市バス新運転計画の実施。洛西営業所及び8号系統について「管理の受委託」の実施、27号系統と203号系統で乗継券発行による相互の乗継、トラフィカ京カードによる乗継割引の実施[29]。
  - 3月24日：市バス通学学期定期券（1学期）の通用区間を拡大[29]。
  - 7月24日：市バス専用一日乗車券カードの小児用券の発売[29]。
  - 8月11日：「京都のバス事業を考える会」に、より利便性の高い公共交通網とするための「生活支援路線のより効率的・効果的な確保策について」と「安全・安心・快適な市バスサービスのあり方について」を諮問[29]。
- 2005年（平成17年）
  - 時期不詳：同年より小型バスを導入。
  - 1月14日：「京都のバス事業を考える会」から、「生活支援路線のより効率的・効果的な確保策」についての中間答申[29]。
  - 1月19日：「外国人向け観光推奨バス」（洛バス）の運行開始[29]。
  - 3月12日：九条営業所の一部の「管理の受委託」の実施[29]。
  - 3月25日：市バス通勤フリー定期券発売開始[29]。
  - 4月1日：市バス通学（甲）短距離定期券値下げ、市バスとくとくカード発売開始[30]。
  - 4月26日：「京都のバス事業を考える会」から、「生活支援路線のより効率的・効果的な確保策」、「安全・安心・快適な市バスサービスのあり方」についての最終答申」[30]。
  - 5月3日：東山三条での市バスから地下鉄への振替輸送の施行実施（以降、春・秋の観光シーズンで実施）[30]。
  - 7月23日：民間事業者（京阪バス、エムケイ、彌榮自動車）と連携した小型バス・ジャンボタクシーを活用する代替モデル実証実験開始[30]。
  - 9月30日：市バス停留所（660ヶ所）の時刻表に各系統の時刻表及び「ポケロケ」のURL情報を記録した2次元コードを表示[30]。
- 2006年（平成18年）
  - 1月7日：市バスとくとくカードをトラフィカ京カードに統合、地下鉄通勤定期券と「市バス通勤フリー定期券」との連絡定期を発売。
  - 3月11日：梅津営業所の一部の「管理の受委託」の実施[30]。
  - 3月18日：桂坂地域において深夜降車専用停留所を設置[30]。
  - 3月31日：チンチン・バスの運行終了。
  - 5月15日：市バスのバイオディーゼル燃料100％使用走行試験の開始（平成20年5月まで）[30]。
  - 10月30日：「1億円増収 市バス・地下鉄広告販売促進キャンペーン」の実施[30]。
- 2007年（平成19年）
  - 1月26日：小型バス・ジャンボタクシー代替モデル実証実験の中間検証及び実験に1年間延長と平成19年4月以降の運行方法を公表[30]。
  - 2月16日：京都府警と連携した「市バス走行環境改善キャンペーンの実施」（以降、毎月第3金曜日に実施）[30]。
  - 3月10日：西賀茂営業所の一部の「管理の受委託」の実施[30]。
  - 3月21日 - 市バス通学定期券の1学期券の通用期間を、運賃据え置きのまま2日分拡大し、発売[30]。
  - 10月18日：市バス・地下鉄インターネット経路検索サービス「洛ナビ」の開始[30]。
  - 12月1日：かわらまち・よるバスの運行開始[30]。
- 2008年（平成20年）
  - 1月15日：地下鉄東西線太秦天神川駅延伸に合わせて市バス新運転計画の実施、小型バス・ジャンボタクシー代替モデル実証実験終了[30]。
  - 3月31日：交通局庁舎移転（SANSA右京）[31]。
  - 7月19日：保護者1人につき小学生2人までの市バス小児運賃を無料とする「市バスecoサマー」の実施（8月31日まで、市バス開業80周年事業）[31]。
  - 12月7日：市バス車両整備工場において「市バス感謝祭 in 整備工場」の開催（市バス開業80周年事業）[31]。
  - 12月10日：「京都市自動車運送事業経営健全化計画案（骨子）」、「京都市高速鉄道運送事業経営健全化計画案（骨子）」の発表[31]。
- 2009年（平成21年）
  - 5月1日：「京都観光一日乗車券【山科・醍醐拡大版】」の発売[31]。
  - 12月1日：ぎおん・よるバスの運行開始[31]。
- 2010年（平成22年）
  - 3月19日：「京都市自動車運送事業経営健全化計画」、「京都市高速鉄道運送事業経営健全化計画」の策定[31]。
  - 3月26日：広告付きバス停留所の供用開始（西大路四条他）[31]。
  - 3月29日：公共車両優先システム（PTPS）の区間を拡大（北大路バスターミナル - 京都市役所前 4.6 km）[31]。
  - 11月2日：職員の手作りによるデコレーションバス「HAPPY BUS」の運行開始[31]。
- 2011年（平成23年）
  - 3月14日：市バス車両へのドライブレコーダーの導入[31]。
  - 10月27日：「ポケロケスマートフォン」サービスの開始[31]。
- 2012年（平成24年）
  - 3月16日：定期観光バス事業の廃止[31]。
  - 4月1日：市バス・地下鉄案内所の営業時間を統一（7時30分 - 19時30分）[31]。
  - 6月10日 - 京都市公営交通100周年記念事業の開催（「京都市公営交通100周年フェスタ」）[31]。
  - 11月9日：「京都市交通局　市バス・地下鉄中期経営計画方針」を発表[31]。
- 2013年（平成25年）9月24日：「京都市自動車運送事業経営健全計画」完了報告[31]。
- 2014年（平成26年）
  - 2月24日：定期券のクレジットカード決済による購入サービスの開始[32]。
  - 3月11日：洛バスのデザインを変更[32]。
  - 3月22日：市バス車両24両増車。急行系統の増発など大規模な系統再編を実施[33]。四条河原町ショッピングライナー、岡崎・東山・梅小路Exp.を新設[33]。嵯峨・嵐山地域への市バス均一運賃区間拡大[34]。市バス・京都バス一日乗車券カードを新発売。四条烏丸操車場廃止、二条操車場新設、営業所再編成、深夜バスの試行運転を開始[33][32]。
  - 4月1日：消費税引き上げに伴う市バス・地下鉄運賃改訂[32]。方向幕等の案内デザイン刷新[33]。
  - 4月29日：「バスの駅」の供用開始[32]。
  - 12月24日：市バス全線でICカードの全国相互利用サービスを開始[32]。
- 2015年（平成27年）
  - 3月21日：市バス車両6両増車[32]。
  - 9月19日：京都岡崎ループ運行開始[35][32]、市バス車両4両増車、四条河原町西行・四条高倉東行停留所において一部時間帯のバス停での運賃収受を開始。
- 2016年（平成28年）3月19日：市バス車両6両増車[36]。58号系統、急行105号系統を新設[36]。水族館シャトル→急行103号系統、四条河原町ショッピングライナー→急行104号系統、岡崎・東山・梅小路Exp.→急行110号系統、水族館・東山ライン→86号系統、208号系統（梅小路公園乗入れ便）→88号系統に変更[36]。修学院・岩倉地域への市バス均一運賃区間拡大[37][32]。
- 2017年（平成29年）
  - 3月13日：ツーステップ車両の運行終了[38]。
  - 3月18日：市バス車両4両増車、上賀茂・西賀茂地域への市バス均一運賃区間拡大[32][39]。
  - 4月1日：ICOCAおよびICOCA定期券の発売開始[40]。交通系ICカードによる乗継割引サービスの開始[41]。
  - 10月14日・15日・28日・29日：洛バス・100号系統において、前乗り後降り先払いの実証実験を行うが[42]、10月14日以外の3日間は雨天であったため、12月9日にも実証実験を追加実施する。
- 2018年（平成30年）3月17日：市バス車両10両増車[41][43]。京大快速新設[43]。市バス・京都バス一日乗車券カードの値上げ、京都観光一日・二日乗車券の値下げを実施[41][44]。
- 2019年（平成31年）3月16日：急行100号系統、東山シャトルで「前乗り後降り」方式の運用を本格開始[45][46]。
- 2020年（令和2年）3月20日：市バス車両4両増車[47]。急行104号系統、循環1号（100円循環バス）系統、京大快速廃止[47]。4号系統、46号系統、67号系統上賀茂神社操車場の運用を終了及び西賀茂車庫延伸[47]。12号系統、特37号系統、58号系統、59号系統、急行102号系統の一部経路を変更[47]。急行111号系統で「前乗り後降り」方式を導入[47]。京阪バス（九条）が市バス運行事業から撤退[48]。
- 2021年（令和3年）
  - 3月20日：市バス車両6両減車[49]。8号系統高雄 - 栂ノ尾間延伸[49][16]。急行110号系統廃止[49]。4号系統、5系統、11号系統、46号系統、65系統、67系統、86号系統、循環2号系統の一部経路を変更[49]。高雄地域への市バス均一運賃区間拡大[49][16]。バス一日券が西日本ジェイアールバスでも利用可能となる[16]。急行101号系統、急行106号系統、急行111号系統で「前乗り後降り」方式を導入[50]。
  - 10月1日：バス一日券、地下鉄・バス一日券の値上げ[51]。地下鉄・バス二日券を廃止[51]。トラフィカ京カード、バス昼間回数券の発売を終了[51]。
  - 12月1日：山科地域への運行を復活（特80号系統）[17]。
- 2022年（令和4年）
  - 3月19日：市バス車両15両減車。急行100・急行101・急行102・急行105・急行106・急行111・京都岡崎ループ号系統休止、MN17・MN204・MN205・MN特西3号系統廃止。時間当たり本数の多い系統の昼間時間帯を中心に減便。北3・86号系統の一部便の運行に京都バスが、快速205号系統の一部便の運行に西日本ジェイアールバスがそれぞれ参入[15]。
- 2023年（令和5年）
  - 4月1日：ICカードポイントサービスを導入（ICOCA・PiTaPa限定）[51]。トラフィカ京カード、バス昼間回数券の利用を終了[51]。交通系ICカードによる乗継割引サービスを廃止[51]。
  - 9月30日：バス1日券の販売終了。
- 2024年（令和6年）
  - 6月1日：大幅なダイヤ改正。利用者増加に伴い、車両を801両から810両へ増車。観光客の大幅な増加と市民の利用との棲み分けを図るため、通常とは別運賃の「観光特急バス」EX100・EX101号系統を設定。また新たに観光系統「楽洛ライン」102・105・106・109号系統を、その他に53・快速5・快速6・快速9・快速15・快速93・西9号系統を新たに設定。臨南5号を南6号、17号を7号、73号を23号系統に変更。4か所の停留所名を変更。利用状況に応じた各系統の運行回数や運行区間・経路の変更[52]。
  - 12月1日：運賃箱が両替方式からつり銭方式に変更。

## 路線
路線は大きく分けると「均一系統」「調整系統」「観光系統」に分けられる。循環系統は均一系統の一種、観光特急は観光系統の一種である。観光特急を除き、乗降方式は後乗り前降りの後払いである。
系統は数字で示されるのが基本である。基本系統の派生路線は「特」などの文字が数字の前に付加されるのが原則である（特13号系統など）。ただ、旅客案内上は「特」などを用いずに系統番号に経由地を付記して表示する場合もある。かつては、派生路線の系統番号に「臨＋数字」や、系統番号を持たない路線が定期運行でも便宜的に「臨」系統として運行される例があったが、2024年6月のダイヤ改正時に原則改称された。また、郊外路線の系統番号は「西・南・北・M＋数字」である（1997年までは東もあった）。例えば、1号系統と北1号系統、M1号系統はそれぞれ全く別の系統である。午前0時から運行されていた深夜バスには数字の前にMN（midnight）が付加されており、2022年3月まではMN17号系統とMN204号系統とMN205号系統、MN特西3号系統が運行されていた。
2006年以降導入の車両は、従来のLED式停留所案内・運賃表示機の代わりに液晶モニタが設置され、系統案内や停留所案内、さらに運賃案内が表示される。
現在では基本的に1つの系統を1営業所が担当する方式を採っているが、定期設定されている代走便や臨時便などで他営業所の車両が応援に入る系統もある。過去には、系統によっては、1つの系統に対して複数の営業所が共同で担当する系統もあった。

### 均一系統

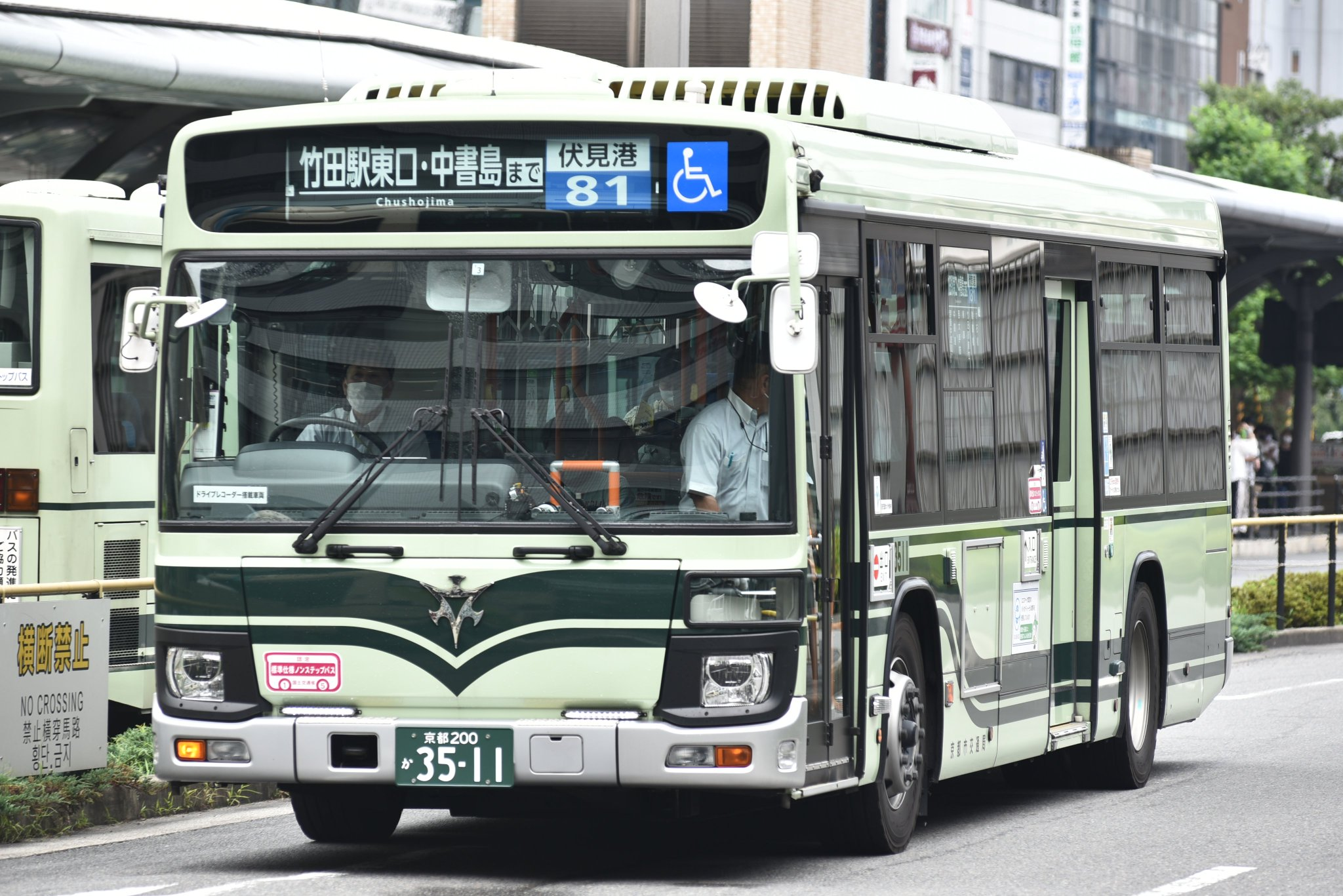
均一系統

京都市の中心部の「均一区間」を走る路線である。京都市内の有名な観光地の多くは、この区間内にある。運賃は一律で230円（大人）である。循環系統をのぞき、方向幕の系統番号が青地に白字で書かれている。2024年6月のダイヤ改正で、通勤・通学向けに停車停留所を減らした快速5号、快速6号、快速9号、快速15号、快速93号系統が新設された。いずれも運賃は一律で230円（大人）である。

#### 循環系統

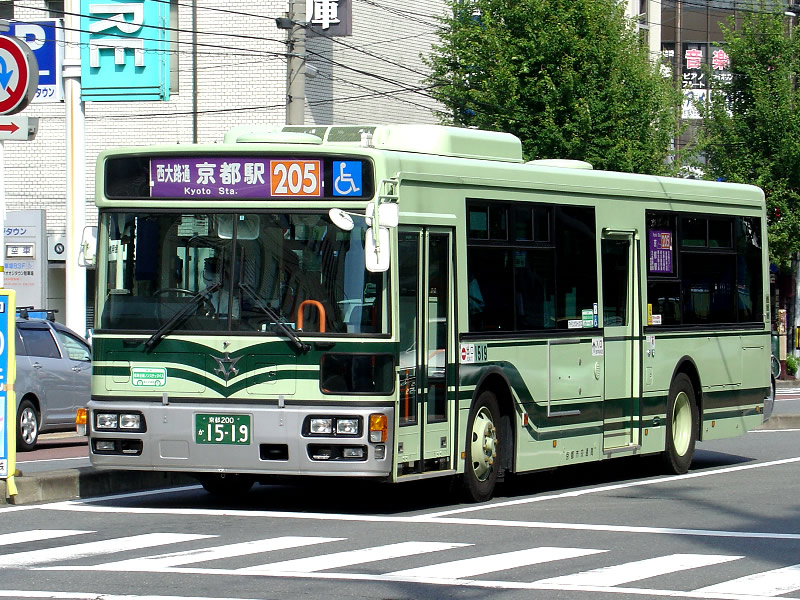
循環系統

201 - 208号系統は市内の幹線道路を走り循環する路線であり、均一系統の一種である。概ね5時台から23時台まで運行されており、一日の運行本数も比較的多い。系統番号は、方向幕に橙地に白字で書かれている。200番台は、元々廃止された京都市電の代替路線に、それまで走っていた市電の系統番号+200として設けられた路線であるが、その後1981年5月29日の地下鉄烏丸線開業時の路線改編によって200番台は循環系統と改められた。このため、現在も忠実に旧市電時代の経路を辿っているのは、201（市電1号系統）、207（市電7号系統）号系統のみで、いずれも市電時代からの循環系統である。また、202・205・206・208号系統が、それぞれ市電2・5・6・8号系統の一部を彷彿させる経路を走っている。また、202号系統・205号系統には朝ラッシュ時に通勤・通学用に停車する停留所を減らした「快速」が存在する。

### 調整系統

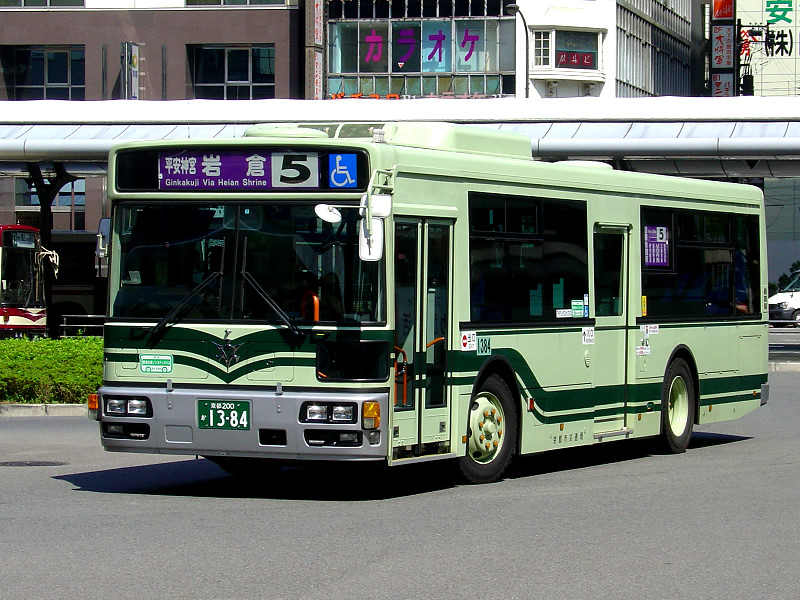
調整系統
（5号系統。2016年から均一系統に編入された）

均一区間の外側を走る路線である。中心部から郊外へ向かう路線など、均一区間の内側と外側にまたがって走る路線が多いが、洛西地区の路線など均一区間の外側だけを走る路線もある。車体前方に「整理券車」という表示がされている。調整系統の系統番号は、方向幕の白地に黒字で書かれている（ただし、一部系統で例外はある）。その多くが他のバス会社との競合路線であり、他社の運賃体系に市バス側が合わせていることが多い。
乗車時に整理券を取る（乗車口にて「整理券をお取り下さい」とのアナウンスが流れる）か対応カードをカードリーダーに通し、降車時にバス前方に表示されている「整理券番号」に対応した運賃を支払って（対応カードの場合は運賃支払機のカードリーダーに通して運賃を精算）降車する。整理券を受け取らなかった場合（もしくは対応カードを乗車口のカードリーダーに通さなかった場合）、規則としては「運賃表の表示の最高額を支払う」ことになっている。なお、調整系統路線であっても、均一区間内のみの利用の場合は運賃は230円（大人）である。
車内運賃表の表示が変わる（運賃が上がる）ときには、次停留所名案内の放送の最後に必ず「これから先運賃が変わります」という案内が流れる。これは京都バスなどの路線でも行なわれている。運賃表が巻き取り式の幕であった頃にはこの案内が流れる際に運賃表の幕が回っていた。また、均一区間から外れる境界となる停留所接近時には「これから先、均一運賃区間外となります」とのアナウンスが流れる。均一区間外では市バス・京都バス一日乗車券カードのみならず全線定期券も利用できないため、それとは別途に支払う差額が運賃表示器に表示される。さらに調整系統用の車両にはバンパーに縦書きで「整理券車」と書かれた円形の標識を付けていた。濃紺地に緑文字という暗い色を使用していたが、結構大きめの標識であったため、目立つものであった。その後、横書きのシールに変更された（シールは黄色地に黒文字）。
現在では市バスエリア内の主要観光地のうち、桂離宮付近は均一区間外である。2014年3月21日までは嵯峨・嵐山地域も均一区間外だった が、市バス一日乗車券カードの区間外となるので、観光客の誘致に不利であったり、日本語が不自由な外国人観光客が一日乗車券カードが使えないことを知らずに下車しようとするのに対し、運転手が追加料金が必要であることを説明するのに苦労するなど弊害も多かった。利用者や観光業界の強い要望も以前からあったが、競合する京都バスとの協定が必要なため長く実現することはなかった。ようやく2014年に均一区間に組み入れられたところ、バスの利用者が15％増加し増加分のほとんどが観光客であった。
そのため、京都市交通局は他の調整系統路線もすべて均一区間に組み入れることを目標とし、2016年3月には嵯峨・嵐山地域と同様に京都バスのみと競合する修学院・岩倉（一部区間のみ）地区を均一料金区間に組み入れ、詩仙堂・曼殊院・修学院離宮方面も市バス・京都バス一日乗車券カードが使用できるようになった。2017年、上賀茂・西賀茂地域にも拡大し、市内中心部を走る路線の殆どが均一系統となった。2021年3月20日からは並走するJR西日本バスとの調整が成立したことにより、8号系統が高雄から栂ノ尾まで延長するとともに全線均一区間となり、京都駅前から栂ノ尾は530円から230円へと半額以下の値下げとなった。調整区間として残る桂・洛西地域と長岡京市の一部を含む横大路地域も、組み入れに向けて他のバス事業者と協議が行われている。
ただ、均一料金区間に組み入れられることはその地域だけを利用する利用者にとっては運賃の値上げとなることが多い。2016年3月から全線が均一料金区間に組み入れられた5号系統を例とするなら、京都駅前から岩倉操車場前までの全線を乗車した場合、従来の運賃360円から均一料金230円となり130円の値下げとなったのに対し、上終町京都造形芸大前（現：上終町・瓜生山学園京都芸術大学前）から岩倉操車場前まで（それまでの均一料金区間外）の利用は、従来の運賃160円から230円へと70円の値上げとなった。2014年3月に均一料金区間となった嵯峨・嵐山地域も、区域内のみの利用が190円から220円へと30円の値上げとなった。
これら均一区間化された系統に使用されるバス車両からは、乗車時に使用する整理券発行機およびカードリーダーが撤去されているか、あるいはこれらの装置をビニールのカバーで覆っている。

### 観光系統

#### 観光特急
EX100・EX101号系統は銀閣寺、清水寺といった有名な観光地と、京都駅を結ぶ系統で、主要停留所のみ停車する「観光特急」として運行されている。運賃は均一区間系統とは異なり、大人500円、小児250円である（一日券カードは使用できるが、敬老優待乗車証や定期券は使用できない）。また、前乗り後降り方式の前払いである。
- ルート（停車全停留所名）
  - EX100号系統「観光特急 楽洛 清水寺・祇園・銀閣寺ライン」：京都駅前 - 五条坂 - (→/←清水道←) - 祇園 - 岡崎公園 美術館・平安神宮前 - 銀閣寺前
  - EX101号系統：京都駅 - 五条坂

#### 観光系統「楽洛ライン」（均一区間系統の一つ）
定期運行される102・105・106号系統と最繁忙期のみ運行される109号系統は金閣寺や銀閣寺、清水寺、嵐山といった有名な観光地と、主要駅を結ぶ系統で、特に102・109号系統は停留所を絞った「急行」として運行されている（「急行」を名乗っているが急行料金は必要なく、一日券カード等も使用できる）。
- ルート
  - 102号系統「楽洛 金閣寺・銀閣寺ライン」：北大路バスターミナル（地下鉄北大路駅）- 大徳寺前 - 金閣寺道 - わら天神前 - (←等持院東町) - 北野白梅町 - (この間、各停留所に停車 白川通方面 203号系統と同一ルートを運行) - 錦林車庫前
  - 105号系統「楽洛 平安神宮・銀閣寺ライン」：京都駅 - (この間、5号系統 五条通経由と同一ルートを運行) - 東天王町 - 宮ノ前町 - 上宮ノ前町 - 法然院町 - 南田町 - 銀閣寺前 - 銀閣寺道 - (この間、5系統 五条通経由と同一ルートを運行)- 京都駅前
  - 106号系統「楽洛 東山ライン」：京都駅 - (この間、東山通方面 206号系統と同一ルートを運行) - 東山三条（地下鉄東山駅） - 三条京阪前 - 四条京阪前 - 祇園 - (この間、206号系統と同一ルートを運行) - 京都駅前
  - 109号系統「楽洛 金閣寺・嵐山ライン」(最繁忙期のみ運行)：北大路バスターミナル（地下鉄北大路駅）- 大徳寺前 - 金閣寺道 - 立命館大学前 - 龍安寺前 - 御室仁和寺 - 福王子 - ユースホステル前 - 大覚寺 - 嵯峨釈迦堂前 - 嵐山 - 嵐山天龍寺前（嵐電嵐山駅） - 野々宮 - 嵯峨小学校前 - 大覚寺 - ユースホステル前 - 福王子 - 御室仁和寺 - 龍安寺前 - 立命館大学前 - 金閣寺道 - 大徳寺前 - 北大路バスターミナル（地下鉄北大路駅）

### 過去の路線

#### 観光系統「洛バス」（均一区間系統の一つ）
100・101・102号系統は金閣寺や銀閣寺、清水寺といった有名な観光地と、主要駅を結んでいた系統で、主要停留所のみ停車する「急行」として運行されていた（「急行」を名乗っているが急行料金は必要なく、一日券カード等も使用できた）。一部の便を除き「洛バス」のラッピングバスで運行されているが、2006年3月末までは京都市電を模したデザインの「チンチンバス」も一緒に運行されていた。朝から夕方までの運行であり、早朝や夜間は運行されなかった。また、洛バス以外の路線では外国人が使う可能性が高い観光地最寄りの停留所や鉄道との乗換停留所に限り英語のアナウンスを付加しているが、洛バスは全停留所で日本語・英語・韓国語・中国語の順にアナウンスが流れ、沿線主要観光地の解説も日本語と英語で行っていた。
洛バスは白を基調に、100号系統は桃色、101号系統は緑色、102号系統は黄色であった。
- ルート（停車全停留所名）
  - 100号系統：京都駅前 - 七条京阪前≪京阪七条駅≫ - 博物館三十三間堂前 - 東山七条 - 五条坂- 清水道- 祇園 - 東山三条（地下鉄東山駅）（ → ／ ← 神宮道← ）岡崎公園　美術館・平安神宮前 -岡崎公園　動物園前 - 岡崎道 - 東天王町（ → 宮ノ前町 → ／ ← 錦林車庫前 ← 銀閣寺道 ← ）銀閣寺前
  - 101号系統：京都駅 - 烏丸五条（地下鉄五条駅）- 四条烏丸（地下鉄四条駅） - 四条堀川 - 堀川御池- 二条城前 - 堀川丸太町 - 堀川今出川- 今出川大宮 - 千本今出川 - 北野天満宮前 - 北野白梅町 - わら天神前 - 金閣寺道 - 千本北大路 - 大徳寺前 - 北大路堀川 - 北大路バスターミナル（地下鉄北大路駅）
  - 102号系統：北大路バスターミナル（地下鉄北大路駅）- 北大路堀川 - 大徳寺前 - 千本北大路 - 金閣寺道 - わら天神前 - 北野白梅町 - 北野天満宮前 - 千本今出川 - 今出川大宮 - 堀川今出川- 烏丸今出川（地下鉄今出川駅）- 河原町今出川 - 出町柳駅前 - 百万遍 - 銀閣寺道 - 錦林車庫前
  - 各洛バスは、京都駅前、銀閣寺道 - 錦林車庫間、北大路バスターミナル（地下鉄北大路駅）- 金閣寺道、北野天満宮、堀川今出川間で乗り換えることができる。

2021年3月改正での減便前は、100号系統は朝夕を除き7〜8分間隔で、101号系統は朝夕を除き15分間隔で、102号系統は多客期の週末を除き30分間隔で運行されていた。2021年3月改正で減便された後、同年4月25日より運休となり、そのまま翌年3月の改正で系統自体も休止されており、2024年6月1日改正にて系統消滅となった。

#### 100円循環バス
100円循環バスは、運賃が大人・小児ともに100円で運行されていた路線である。繁華街のある御池通、烏丸通、四条通、河原町通を、反時計回りに一周していた。土曜と休日（元日を除く）の昼間時に10分間隔で運行し、他の路線系統と比べると停留所が短い間隔で設置されていた。利用者数が伸び悩み、2020年3月15日をもって運行終了した。

#### 深夜バス
深夜バスは、午前0時以降に運転されていた路線である。2014年3月22日に試行運転を開始し、系統番号にはMidnightを意味する「MN」が付く。2018年現在、京都駅からは17号系統復路と同様の経路を通る錦林車庫前行きのMN17号系統と、205乙号系統と同様の経路を通る烏丸北大路行きのMN205号系統が、烏丸北大路からは204乙号系統と同様の経路を通る錦林車庫行きのMN204号系統が、桂駅からは特西3号系統と同様の経路を通る境谷大橋行きのMN特西3号系統の4路線が設定されていた。平日・土曜ダイヤ、及び烏丸線のコトキン・ライナー運転日のみの運転で、それ以外の休日ダイヤでは運転されない。MN204号系統はMN205号系統を錦林車庫まで延長運転する形で設定されていた。
運賃は通常運賃の倍額で、MN205号系統からMN204号系統に引き続き乗車しても、運賃は460円である。また、定期券や1日乗車券類を所持している場合は、通常運賃との差額を支払えば乗車でき、回数券の2枚利用も可能である。敬老乗車証や福祉乗車証を所持している場合は、通常のバスと同様に無料で乗車できる。MN205号系統とMN特西3号系統はそれぞれ北大路・洛西バスターミナルには停車しなかった。
急行バスと同様に2021年4月25日より運休が続いていたが、2022年3月改正で旅客需要の変化に伴う需要減を理由に廃止されることが発表され、同改正をもって正式に廃止された。

#### 定期観光バス

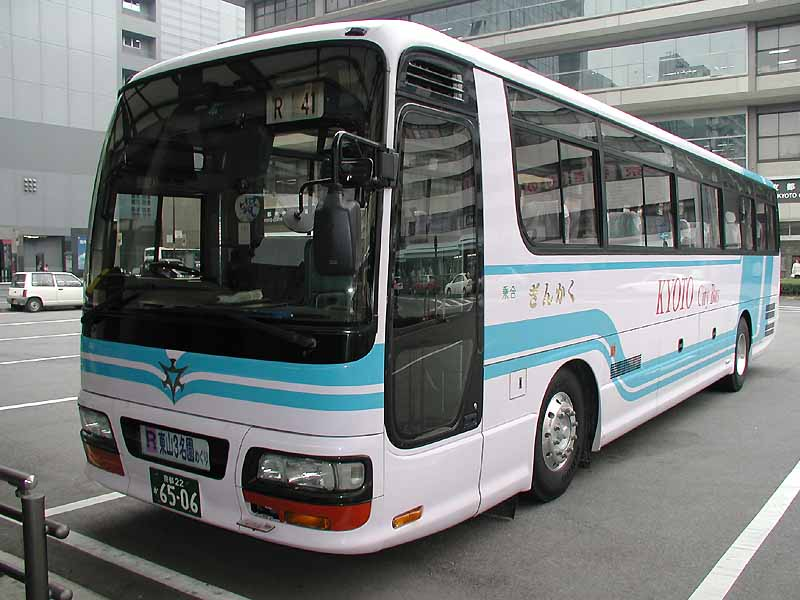
定期観光バス（いすゞガーラ）

晩年は京阪バスと共同で運行を行っていた。バス代、入場料などを含めた価格で、JR京都駅・京阪三条駅から毎日運行されていた。
末期には1970年代のピーク時に比べ利用客が減少傾向にあった。そのため、旅客がコースにおいて選択できる自由度を高めるなどの様々な工夫を凝らしてきたが、京都市バス担当便は赤字傾向から脱出できなかったため、2012年3月をもって運行から撤退した。

## バスロケーションシステム

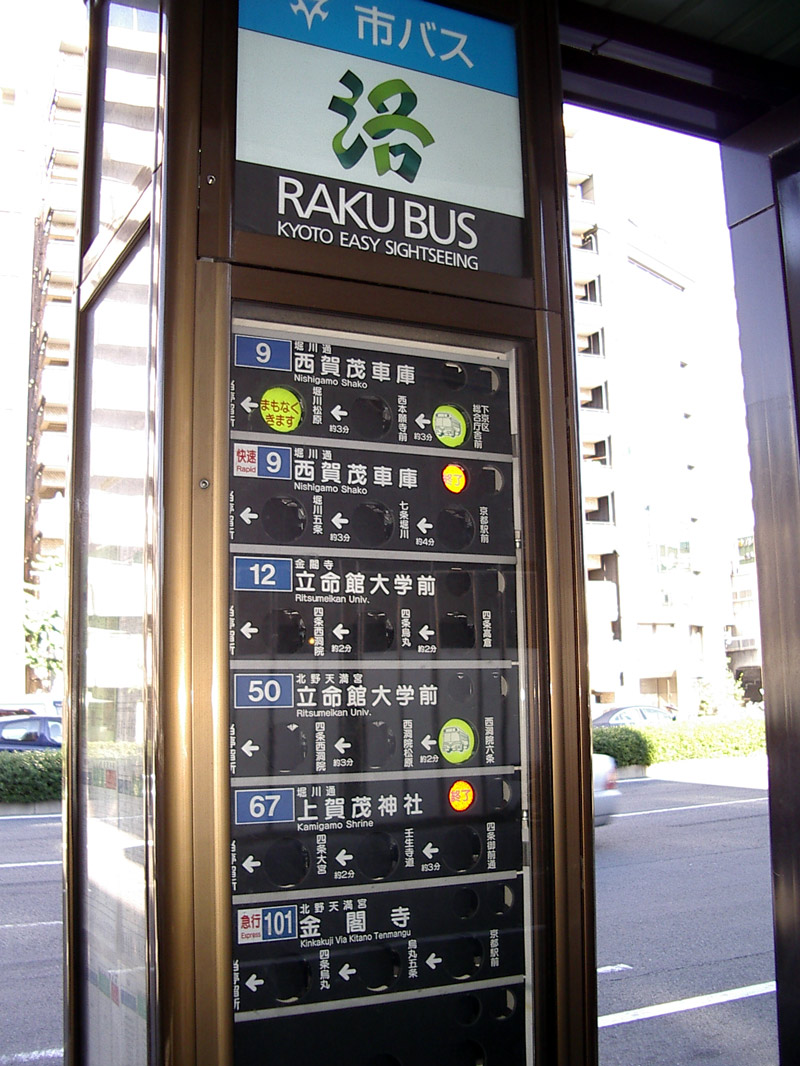
バスロケーションシステム（アナログ型）

京都市バスは、主要バス停で、写真のようにバスの位置情報を提供している。これを、バスロケーションシステムと呼ぶ。また、表示器を搭載していないバス停も含めて、インターネットや携帯電話上でポケロケ（ポケット・バスロケ）により位置情報が提供されている。
ポケロケでは、市内に多数あるバス停から目的のバス停をみつけるために、各バス停にポケロケコードと呼ばれる数字を割り当てている。これを入力することで簡単にバス停を見つけることができる。また、2005年9月30日からは、全停留所の各時刻表にQRコードが記載された。これを、カメラ付き携帯電話で撮影し読み取ると、瞬時に目的の位置情報ページにたどり着くことが出来る。
従来のアナログ式機器は高価かつ多言語対応が困難であった為、ASTEMと共同開発でシャープ製のITユニバーサルボックスと汎用の液晶ディスプレイ および市内で整備を進めている公衆無線LAN網（au Wi-Fi）を利用した従来より低コストかつ多機能を実現した新型システムに更新し、更に「市バス車両全車にBeaconモジュールを搭載」してポケロケとの連携を深めるとしている。
なおGTFS-RT準拠の位置情報などのオープンデータ化は2028年度に計画されている。

## 営業所・操車場

### 現行の営業所・操車場
| 営業所名             | 所在地                   | 最寄停留所           | 面積        | 開設年月   |
| -------------------- | ------------------------ | -------------------- | ----------- | ---------- |
| 西賀茂営業所         | 京都市北区西賀茂山ノ森町 | 西賀茂車庫前         | 9,963.86m²  | 1970年12月 |
| 烏丸営業所           | 京都市北区小山北上総町   | 北大路バスターミナル | 15,251.40m² | 1978年10月 |
| 烏丸営業所錦林出張所 | 京都市左京区浄土寺真如町 | 錦林車庫前           | 5,058.34m²  | 1976年3月  |
| 梅津営業所           | 京都市右京区西院笠目町   | 京都外大前           | 16,925.71m² | 1967年12月 |
| 九条営業所           | 京都市南区東九条下殿田町 | 九条車庫前           | 18,687.41m² | 1977年10月 |
| 洛西営業所           | 京都市西京区大枝東新林町 | 小畑川公園北口       | 14,115.81m² | 1979年5月  |
| 横大路営業所         | 京都市伏見区横大路橋本町 | 横大路車庫前         | 10,261.91m² | 1973年11月 |

1. ↑  北大路バスターミナルを含めた値。

| 操車場名   | 所在地                     | 最寄停留所       | 面積            | 開設年月   | 操車系統                           |
| ---------- | -------------------------- | ---------------- | --------------- | ---------- | ---------------------------------- |
| 岩倉操車場 | 京都市左京区岩倉西五田町   | 岩倉操車場前     | 1,448m²（借地） | 1970年12月 | 5、31、65                          |
| 衣笠操車場 | 京都市北区平野上柳町       | 立命館大学前     | 924m²（借地）   |            | 12、15、51、52、53、55、M1         |
| 山越操車場 | 京都市右京区山越中町       | 山越中町         | 2,168m²（借地） | 1962年11月 | 10、11、26、59                     |
| 二条操車場 | 京都市中京区西ノ京星池町   | 二条駅西口       | 603m²（借地）   | 2014年3月  | 13、特13、18、特18、43、69         |
| 壬生操車場 | 京都市中京区壬生坊城町     | みぶ操車場前     | 1,638.1m²       | 1972年1月  | 13、特13、18、特18、43、69、201    |
| 三哲操車場 | 京都市下京区東塩小路町     | 下京区総合庁舎前 | 3,248.22m²      | 1986年4月  | 6、28、 50、58、75、78、85、86、91 |
| 桂坂操車場 | 京都市西京区御陵大枝山町   | 桂坂中央         | 3,565.17m²      | 2003年3月  | 西5、西6、京阪京都交通             |
| 竹田操車場 | 京都市伏見区竹田西段川原町 | 竹田駅西口       | 1,329.64m²      | 1988年6月  | 南1、南2、特南2、南3               |

1. ↑  1985年4月現在地に移転。
2. ↑  旧市電壬生車庫であり、2008年3月までは交通局本庁舎が存在した
3. ↑  下京区総合庁舎1階にある
4. ↑  1999年3月桂坂転回場として開設

- 操車については、各営業所においても実施している。他所所属系統の操車は次の通りである。
  - 烏丸営業所錦林出張所
    - 操車系統…93

  - 九条営業所
    - 操車系統…16、84

### 廃止営業所・操車場

#### 廃止営業所
1967年以降に廃止された営業所のみ扱う。営業所から出張所、派出所に降格したものは含まない。
- 五条営業所
  - 場所…京都市右京区西京極南庄境町
  - 最寄停留所…五条車庫前（現：西小路花屋町）
  - 開設年月…1961年10月
  - 閉鎖年月…2003年1月
  - みぶ操車場を経由する循環系統、右京区北部（宇多野・御室地区）と市内中心部を結ぶ路線、京都駅を起点とする均一系統を受け持っていた。また京阪バスと共同運行していた定期観光バスの車両も在籍していた。2003年1月閉所。跡地は日本通運の営業所となっている。（実際に土地を購入したのはロームだが、日本通運と土地を交換した）
- 醍醐営業所
  - 場所…京都市伏見区醍醐
  - 最寄停留所…醍醐車庫前（現：京阪バス醍醐折戸町）
  - 開設年月…1971年7月
  - 閉鎖年月…1997年10月
  - 山科区、伏見区東部（醍醐地区）の路線を受け持っていた。これらの路線は、地下鉄東西線開業に伴い、すべて京阪バス山科営業所に移管されたため、1997年10月閉所。跡地は、マンション（DELPA醍醐）となっている。なお1983年3月までは前の道路を挟んだ向い側にあり、その跡地は京都市醍醐西市営住宅となっている。
- 高野営業所
  - 場所…京都市左京区高野玉岡町
  - 最寄停留所…高野車庫前（現：京都バス高野玉岡町）
  - 開設年月…1965年7月
  - 閉鎖年月…1986年3月
  - 左京区の多区間系統を受け持っていた。1986年3月閉所。跡地は、京都市障害者スポーツセンターとなっている。
- 九条営業所三哲支所
  - 場所…京都市下京区西洞院通塩小路上る東塩小路町
  - 最寄停留所…三哲（現：下京区総合庁舎前）
  - 開設年月…1970年4月
  - 閉鎖年月…1983年10月
  - 京都駅を起点とする均一系統を受け持っていた。1983年10月閉所。跡地は下京区総合庁舎となっているが、現在でも1階部分の一部が操車場としての機能を持っている。なお、この場所にはかつて市電（狭軌線）の車庫が存在した。
- 烏丸営業所北野支所
  - 場所…京都市上京区一条通七本松西入瀧ヶ鼻町
  - 最寄停留所…七本松中立売（廃止）
  - 開設年月…1961年8月
  - 閉鎖年月…1979年5月
  - 1961年7月以前の前身は、市電堀川線（北野線）北野車庫であった。北区西部（衣笠地区）と市内中心部を結ぶ路線を受け持っていた。バス営業所だった時代には、正門横に堀川線に使用されていた27号電車がガラス張りにして保存されていた（現在、同車は梅小路公園で動態保存されている）。1979年5月閉所。跡地は京都こども文化会館となっている。
- 八条営業所
  - 場所…京都市南区東九条西山王町
  - 最寄停留所…八条竹田街道（現：京都駅八条口アバンティ前）
  - 開設年月…1954年12月
  - 閉鎖年月…1979年5月
  - 京都駅八条口前に所在し、京都駅（八条口）を起点とする路線を受け持っていた。1970年3月までは京都市電の八条口操車場と同居していた。市電の廃止に伴い、至近にあるその九条車庫跡地が市バス営業所に転用されたため、九条営業所へと移転の形で1979年5月閉所。跡地は市の事業によって再開発ビルが建設[59] され、商業棟「京都アバンティ」（アバンティビル）およびホテル棟「ホテル京阪京都」となっている。
- 上堀川営業所
  - 場所…京都市北区紫竹
  - 最寄停留所…上堀川車庫前（現：上堀川）
  - 開設年月…1936年4月
  - 閉鎖年月…1970年12月
  - 上賀茂方面の系統を受け持っていた。西賀茂営業所へと移転の形で1970年12月閉所。
- 四条営業所
  - 場所…京都市中京区壬生仙念町
  - 最寄停留所…四条車庫前（現：四条御前通）
  - 開設年月…1956年10月
  - 閉鎖年月…1967年12月
  - 市内中心部の系統を受け持っていた。梅津営業所へと移転の形で1967年12月閉所。

#### 廃止操車場
- 上賀茂神社操車場
  - 場所…京都市北区上賀茂本山町
  - 最寄停留所…上賀茂神社前
  - 面積…900.8m²（借地）
  - 操車担当系統… 4、46、67
  - 閉鎖年月…2020年3月[47]
- 四条烏丸操車場
  - 場所…京都市下京区四条通室町東入函谷鉾町
  - 最寄停留所…四条烏丸
  - 面積…1,637.03m²（借地）
  - 開設年月…1989年7月
  - 閉鎖年月…2014年3月
  - かつての四条烏丸市バスセンター。
- 洛西操車場
  - 場所…京都市西京区大原野東境谷町
  - 最寄停留所…洛西バスターミナル
  - 開設年月…1981年5月
  - 閉鎖年月…2004年3月
  - 洛西バスターミナル内にあった。跡地は駐車場となっている。
- 久我操車場
  - 最寄停留所…久我石原町（1969年1月までは東土川（現：国道東土川））
  - 開設年月…1962年8月
  - 閉鎖年月…1988年6月
  - 1969年1月移転、1981年5月東土川操車場から改称。跡地は久我転回場となっている。
- 東山操車場
  - 最寄停留所…若松町（廃止）
  - 閉鎖年月…1989年7月
- 宇多野操車場
  - 最寄停留所…宇多野（現：福王子）
  - 閉鎖年月…1962年11月
- 御薗橋操車場
  - 最寄停留所…上賀茂御薗橋
  - 閉鎖年月…1967年6月
- 御前操車場
  - 最寄停留所…四条御前通
  - 開設年月…1967年12月
  - 閉鎖年月…1970年12月
  - 旧四条営業所。
- 西賀茂操車場
  - 最寄停留所…西賀茂山ノ前町（現：山ノ前町）
  - 開設年月…1967年12月
  - 閉鎖年月…1970年12月
- 九条操車場
  - 最寄停留所…九条車庫前
  - 開設年月…1972年1月
  - 閉鎖年月…1977年10月（九条営業所に昇格）

## 運賃の支払い方法
観光特急を除き、後方の扉から乗って前方の降り口で運賃を払う「後乗り前降り」方式を採用している。2010年代後半以降の観光客の増加に対応するため、将来的には、前方の扉から乗って運賃を先払いし後方の扉から降りる「前乗り後降り」方式を、均一運賃区間を走る計62系統で導入する予定であった。支払いには以下の方法がある。

### 現金
運転席の横にある運賃箱に投入すると釣り銭が出る。2,000円以上の紙幣に対応しないので、乗車前に千円札か硬貨を用意する必要がある。運賃箱付属の両替機で千円札を硬貨に両替できる。2024年11月以前は釣り銭方式ではなかったため、運賃以上の金銭を入れても運賃箱からお釣りが出ず、あらかじめ両替をしておく必要があった。令和6年度をめどに市バス車両に搭載されている既存の運賃箱と営業所に設置されている関連機器を更新し、令和6年12月に「両替方式」から「つり銭方式」へ変更した。

### ICカード
2014年（平成26年）12月24日からPiTaPa・ICOCA・Suica・PASMOなどのICカード式乗車券 が一斉に導入され、うちPiTaPaでは利用額に応じた割引サービスを受けられる。
利用方法は降車時に読み取り機にタッチするだけである。ただし、均一運賃区間外系統では乗車時もタッチが必要である。均一区間の拡大により、不要となった乗車口のカードリーダーが撤去される車両が相次いでいる。深夜バスに関しては、MN17号系統・MN204号系統・MN205号系統での均一運賃でも、深夜料金が加算される関係上、乗車時にタッチする必要があった。
京都市交通局が販売する均一運賃区間を含むICOCA定期券では、均一運賃区間内で市バス・京都バス・西日本JRバスが利用できる。

### 回数券
京都市域バス共通回数券
市バスを始め、市内を運行する他のバス会社の路線でも利用できる回数券である。各社局の各営業所（出張所など含む）や主要バスターミナル（カード類を含む自動券売機もあり）、市内の小売店の一部で販売されている。2016年6月までは8社局共通であったが、同月よりごく一部で京都市内に入る京都京阪バスでも利用が可能となったため、利用可能者局は歴代最大の9社局となった。ただしバス車内では販売していない。
70円券から260円券まで10円ごとにあり、11枚綴りで発売額は10枚相当額。定額セットについては、発売額1,000円（1,100円分・230円券4枚+180円券1枚）および5,000円（5,520円分・230円券24枚）の2種類を設定している。

### 市内広域周遊乗車券
地下鉄・バス一日券
市バス（かつてのバス一日券とは異なり、均一区間外を含む全路線）および市営地下鉄の全路線、京都バスの均一運賃区間と大原から南、京阪バス（山科・醍醐・伏見エリアと京都市内中心部を結ぶ路線。比叡山線は全線使用できない。）、西日本ジェイアールバスの均一運賃区間が乗り放題のカード。市内の多くの観光施設ではこの乗車券を見せることで利用料が割引になる。地下鉄1日券では適用されていない社寺の優待も充実している。
2018年2月までは「京都観光一日（二日）乗車券」の名称で一日券1200円（二日券2000円）であった。これとは別に京阪バスも使える「山科・醍醐拡大版」が1300円で発売されていたが、同年3月以降は現行の名称に改称の上で、それぞれ900円（1700円）に値下げとなったが、2021年10月1日より1100円に値上げした。
このカードは、1回目の利用で日付が印字されるので、2回目以降のバス利用時は日付をバス運転手に提示するのみで利用出来る。
現在では市バスは均一区間外を含む全域で利用できるが、スルッとKANSAI導入する前は桂・洛西地区、伏見地区、高雄（8号系統）と言った一部の均一区間外では、バス一日券と同様に利用ができなかった。
京都市内中心部から大原まで単純往復するだけでも、普通に運賃を払うよりも安くなり、一回500円の特急バスにも使用可能であるなど、行き先や使用回数によっては利用価値が高く、更に途中で降車できるメリットがある。もちろん現金利用と違い、いちいち支払いに現金を用意する必要もない。2023年10月1日よりバス車内での販売を開始した。ただし、京都バスなどでは車内販売していないので、最初の利用が市バス以外の場合は、予め購入しておく必要がある。
現在、京都市内の主な観光地では、鞍馬・貴船地区が範囲外となり、市原以北の運賃が必要となる。
なお、上記乗車券以外に、各種学会や国際会議などの目的で使用する「コンベンションパス（会議参加者用乗車券）」も存在する。

### 廃止されたカード・回数券
市バスとくとくカード
2005年4月1日に発売開始。市バスでのみ利用できるプリペイドカードであった。
発売額は1,000円で1,100円分利用できるが、2006年1月7日から地下鉄にも乗れるトラフィカ京カードの1,000円券に代替される形で廃止された（廃止前に購入したカードも同様の扱いで引き続き利用出来る）。
スルッとKANSAI都カード
市バスと市営地下鉄はもちろん、京阪神地区の多くの交通機関で利用可能なプリペイドカード。トラフィカ京カードとは異なり、実利用額の割増や乗継割引はない。他の社局のスルッとKANSAIと同様に、2017年3月31日限りで発売が打ち切られた。通常のカードのほかに、季節によってスルッとKANSAIに加盟している他社局と共同で、京都観光に利便性の高いカードが販売されることもあった。
市バス専用カード
市バス専用のプリペイドカードである。発売額は2,000円（利用可能額：2,250円）の1種類のみ。制度上は10円券225枚分の回数券の扱いである。乗継割引は適用されない。洛西営業所管轄系統（28号、29号、33号、特33号、69号、73号、91号、特南1号、西1号、西2号、臨西2号、西3号、特西3号、西4号、西5号、臨西5号、西6号、西8号系統）のみ、バス車内でも販売されていた。
京都フリーパス
2010年より2015年まで冬季限定で発売していた一日乗車券。京都市内のほとんどの交通機関で利用可能となっていた。

#### トラフィカ京カード
市営地下鉄・市バス・京都バス用のプリペイドカード（乗車カード）である。回数券と同様に、発売額より利用できる額が多い。バス同士や地下鉄とバスを乗り継ぐ場合には、120円の乗継割引が適用される（ICカードでの乗継割引と比べ額が大きくなっている）。晩年は、発売額3,000円のカード（利用可能額は3,300円）と1,000円のカード（利用可能額は1,100円）が販売されていた。そのうち、1,000円のカードはバス車内でも販売していた（市バスとくとくカードの代替の一面もあった）。利用の場合は、乗車時（調整系統路線のみ）と降車時にカードリーダーにカードを通して運賃を精算する。2020年からの新型コロナウイルス感染拡大で収支が悪化した影響で、2021年9月30日をもって発売を取りやめ、2023年3月31日をもって利用を終了した。代替措置として2023年4月1日からICOCA・PiTaPa限定でICカードのポイントサービスが導入された。

#### 昼間割引共通回数券
均一区間内で平日 の昼間（午前10時から午後4時までの間に降車）のみ使える回数券である。日曜・休日および均一区間外を含む乗車の場合は使用できない。発売額1,200円（1,440円分・120円券12枚）と2,300円（2,760円分・230円券12枚）の2種類を発売。制限が多い分、割引率が高い。市バスの他、京都バス・阪急バス・京阪バス・京阪京都交通・西日本JRバスでも利用出来るが、ヤサカバス・京都京阪バスでは使用できない。2020年からの新型コロナウイルス感染拡大で収支が悪化した影響で、2021年9月30日をもって発売を取りやめ、2023年3月31日をもって利用を終了した。代替措置として、2023年4月1日からICOCA・PiTaPa限定でICカードポイントサービスが導入された。

#### バス専用フリー乗車券
バス一日券
市バスと京都バス・西日本ジェイアールバスの均一区間内に限り乗り放題となるカード。
2014年3月21日までは他社の路線バスでは利用できない「市バス専用一日乗車券カード」、2018年2月いっぱいまでは「市バス・京都バス一日乗車券カード」の名称であった。
現在でも市バス・京都バス以外の他社の路線バス車内ではその注意書きやアナウンスがされている（市バス専用時代は京都バス車内でも行われていた）。2014年に3月22日に嵐山・嵯峨野地区が均一区間に編入されるのに合わせて、京都バスの均一運賃区間でも使用が可能になり、上記の通り名称が変更された。
1995年の発売開始時の価格は600円で、1996年に運賃改定に伴い700円に値上げ、2000年に乗合バス事業の規制緩和および悪化していた景気への対策に対応して、500円に値下げした。2018年には市バスへの乗客集中の緩和とのため地下鉄・バス一日券の値下げと同時に、600円に値上げした。2021年10月1日より21年ぶりに値上げし、700円に戻ることとなった。均一区間内で4回以上乗車する場合は割安となる。
西ブロック系統（西1号、西2号、臨西2号、西3号、特西3号、西4号、西5号、臨西5号、西6号、西8号系統）以外のバス車内や、均一区間に運行される京都バスの車内でも販売されている。
ただし、伏見区内は京阪バスおよび京都京阪バスの運賃区間が複雑に入り組んでおり、均一区間外のバス停に出た後に、再び均一区間内に入るバス路線も多い。均一区間外だけのほうが運賃が安く、再び均一区間に戻った場合は均一区間料金と同一の230円になることもあり、国道横大路・府道横大路あたりまでは均一区間外であっても特例で「市バス・京都バス一日乗車券カード」が使用できる。
このカードについては、均一区間系統バスに乗車の場合は1回目の利用で日付が印字されるので、2回目以降の利用時は定期券のように日付を運転手に見せればよいが、調整系統路線に乗車する場合は乗車時・降車時ともに読み取り機に通す必要がある（実際には整理券を取ることも認められている）。京都バスの場合は乗車時に整理券を取る。また、均一区間外まで乗り越した場合は、追加運賃（境界の停留所からの運賃）が必要である。当日の日付の入ったカードを提示することにより京都水族館など4つの施設の優待割引がある。優待割引を利用すると、バスを2回利用するだけでも割安となる。
増加する外国人利用者に対応するため、2015年6月6日から裏面の注意書きを日本語・英語及び中国語（簡体字）の3ヶ国語表記とした。表面側も当初は日本語と英語の2ヶ国語となり、後に3ヶ国語表記となった。
上記の金額カード・ICカードに共通なこととして、均一系統路線では降車時に運転手の横の読み取り機にカードを通す（タッチする）だけでいいが、調整系統路線の場合は、乗車時にも入り口で読み取り機にカードを通す（タッチする）必要がある。この場合、整理券は不要となる。なお、バス1日券等の場合は整理券を取って降車時にカードと整理券を見せることも事実上容認されている。
2018年3月以降は、名称を「バス一日券」と変えた。既に発売された「市バス・京都バス一日乗車券カード」は同年6月30日までが利用期限となっていた。
発売開始以来、市バス及び京都バス・西日本ジェイアールバスの均一運賃区間の拡大が続いており、例えば均一区間外の鞍馬に行く場合でも、2019年3月以降は160円の追加料金を払うだけで利用できるなど、利便性が更に高まっている。ただし、大原或いは山科地区に行く場合は後述の地下鉄・バス一日券の方が、地下鉄を全く使わないとしても有利となる。
混雑緩和などを目的として、2023年9月をもってバスの一日券（一日乗車券）の販売を終え、2024年3月末で利用を終了した。

## 現行路線一覧
営業係数・旅客数・キロ程は京都市交通事業白書（事業概要）による。
営業係数が100 - 199の系統は桃色で、200以上の系統は赤色で表記する。
旅客数が5000 - 10000人の系統は黄緑色で、10000人以上の系統は水色で表記する。
営業係数が最小の系統（最も黒字の系統）を太字、最大の系統（最も赤字の系統）を斜字で表記する。
旅客数が最大の系統を太字、最小の系統を斜字で表記する。

### 定期系統
| 系統番号 | 運行経路                     | 運行経路 | 運行経路                                   | キロ程 | キロ程 | 所属営業所   | 営業係数 | 営業係数 | 旅客数（1日平均） | 旅客数（1日平均） | 備考        |
| 系統番号 | 起点                         | 経由地 | 終点                                       | 往路   | 復路   | 所属営業所   | 2023年度 | 2019年度 | 2023年度          | 2019年度          | 備考        |
| -------- | ---------------------------- | --- | ------------------------------------------ | ------ | ------ | ------------ | -------- | -------- | ----------------- | ----------------- | ----------- |
| 1        | 西賀茂車庫前                 | - 紫野泉堂町 - 千本北大路 - 洛北高校前 -                                                                                           | 出町柳駅前                                 | 8.4    | 8.0    | 西賀茂       | 125      | 122      | 3,541             | 3,994             |             |
| 3        | 松尾橋                       | - 京都外大前 - 四条河原町 - 河原町今出川 - 百万遍 -                                                                                | 北白川仕伏町                               | 13.0   | 13.0   | 梅津         | 81       | 87       | 13,489            | 13,456            |             |
| 3        | 松尾橋                       | - 京都外大前 - 四条河原町 - 河原町今出川 - 百万遍 -                                                                                | 上終町・瓜生山学園 京都芸術大学前          | 12.9   | 12.9   | 梅津         | 81       | 87       | 13,489            | 13,456            | 3F号系統    |
| 4        | 西賀茂車庫前                 | - 上賀茂神社前 - 下岸町 - 上賀茂松本町 - 深泥池 - 神殿町 - 出町柳駅前 - 四条河原町 -                                               | 京都駅前                                   | 13.0   | 13.0   | 西賀茂       | 91       | 96       | 6,845             | 6,865             |             |
| 4        | 西賀茂車庫前                 | - 上賀茂神社前 - 下岸町 - 上賀茂小学校前 - 深泥池 - 左京区総合庁舎前 - 出町柳駅前 - 四条河原町 -                                   | 京都駅前                                   | 14.0   | 14.0   | 西賀茂       | 91       | 96       | 6,845             | 6,865             | 特4号系統   |
| 5        | 岩倉操車場前                 | - 修学院道 - 銀閣寺道 - 南禅寺・永観堂道 - 三条京阪前 - 四条河原町 - 四条烏丸 -                                                    | 京都駅前                                   | 13.0   | 13.0   | 九条         | 88       | 93       | 12,815            | 12,972            |             |
| 5        | 岩倉操車場前                 | - （上と同じ） - 四条河原町 - 河原町五条 - 烏丸五条 -                                                                              | 京都駅前                                   | 12.8   | 12.8   | 九条         | 88       | 93       | 12,815            | 12,972            | 特5号系統   |
| 快速5    | 岩倉操車場前                 | → 修学院道 → 銀閣寺道 → 三条京阪前 → 四条河原町 → 河原町五条 → 烏丸五条 →                                                          | 京都駅前                                   | 13.0   | -      | 九条         |          |          |                   |                   |             |
| 6        | 京都駅前                     | - 七条大宮 - 四条大宮 - 千本北大路 - 佛教大学前 -                                                                                  | 玄琢                                       | 9.6    | 9.0    | 九条         | 103      | 115      | 3,497             | 2,650             |             |
| 快速6    | 四条大宮                     | → 二条駅前 → 千本丸太町 → 千本今出川 → ライトハウス前 → 千本北大路 →                                                               | 佛教大学前                                 | 4.7    | -      | 九条         |          |          |                   |                   |             |
| 7        | 錦林車庫前                   | - 銀閣寺道 - 河原町今出川 - 四条河原町 -                                                                                           | 京都駅前                                   | 7.9    | 7.9    | 錦林         | 68       | 71       | 6,214             |                   |             |
| 8        | 四条烏丸                     | - 京都外大前 - 太秦天神川駅前 - 福王子 - 高雄 -                                                                                    | 栂ノ尾                                     | 13.3   | 13.3   | 梅津         | 190      | 170      | 1,254             | 1,219             |             |
| 特8      | 太秦天神川駅前               | - 福王子 - 高鼻町 - やまごえ温水プール前 -                                                                                         | 山越中町                                   | 4.9    | 4.9    | 梅津         | 190      | 170      | 1,254             | 1,219             |             |
| 9        | 西賀茂車庫前                 | - 上賀茂御薗橋 - 七条堀川 - | 京都駅前                                   | 10.0   | 10.0   | 西賀茂       | 86       | 87       | 10,502            | 10,856            |             |
| 快速9    | 西賀茂車庫前                 | → 上賀茂御薗橋 → 七条堀川 → | 京都駅前                                   | 10.0   | -      | 西賀茂       |          |          |                   |                   |             |
| 10       | 山越中町                     | - 北野白梅町 - 千本丸太町 - 河原町丸太町 - 河原町三条（ → 四条河原町 → 四条京阪前 → ／ ← ）                                        | 三条京阪前                                 | 11.4   | 10.1   | 梅津         | 135      | 127      | 3,290             | 3,557             |             |
| 11       | 山越中町                     | - 嵯峨小学校前 - 嵐山 - 太秦天神川駅前 - 京都学園大学前 - 山ノ内 - 西大路三条 - 四条河原町 -                                       | 三条京阪前                                 | 13.8   | 14.3   | 梅津         | 118      | 106      | 4,248             | 4,688             |             |
| 12       | 立命館大学前                 | - わら天神前 - 金閣寺道 - 北大路堀川 - 四条堀川 - 四条京阪前（ → ／ ← 祇園 ← 東山三条 ← ）                                         | 三条京阪前                                 | 9.6    | 10.5   | 西賀茂       | 88       | 90       | 6,929             | 6,850             |             |
| 13       | 四条烏丸                     | - 西大路四条 - 西大路駅前 - 久世橋西詰 -                                                                                           | 久世工業団地前                             | 9.4    | 10.3   | 横大路       | 164      | 161      | 4,579             | 4,820             |             |
| 特13     | 四条烏丸                     | - 西大路四条 - 西大路駅前 - 久世橋西詰 -                                                                                           | 久我石原町                                 | 10.4   | 10.4   | 横大路       | 164      | 161      | 4,579             | 4,820             |             |
| 15       | 立命館大学前                 | - 西ノ京円町 - 二条駅前 - 京都市役所前 - 河原町三条（ → 四条河原町 → 四条京阪前 → ／ ← ）                                          | 三条京阪前                                 | 8.3    | 7.5    | 西賀茂       | 103      | 108      | 2,570             | 2,617             |             |
| 快速15   | 三条京阪前                   | → 二条駅前 → 西ノ京円町 → | 立命館大学前                               | 7.5    | -      | 梅津         |          |          |                   |                   |             |
| 16       | 京都駅八条口                 | - 河原町八条 - 地下鉄十条駅前 - 南区総合庁舎前 - 九条御前通 - 八条油小路 -                                                         | 京都駅前                                   | 8.1    | 8.9    | 横大路（MK） | 240      | 226      | 1,175             | 1,235             |             |
| 18       | 二条駅西口                   | - 九条大宮 - 羅城門 - 小枝橋 - | 久我石原町                                 | 11.0   | 10.5   | 横大路       | 214      | 192      | 2,845             | 3,164             |             |
| 18       | 二条駅西口                   | - 九条大宮 - 羅城門 - 小枝橋 - 竹田駅西口 - パルスプラザ前 -                                                                       | 久我石原町                                 | 14.4   | 11.5   | 横大路       | 214      | 192      | 2,845             | 3,164             |             |
| 特18     | 二条駅西口                   | - 九条大宮 - 羅城門 - 上鳥羽村山町 -                                                                                               | 久世橋東詰                                 | 9.3    | 7.9    | 横大路       | 214      | 192      | 2,845             | 3,164             |             |
| 25       | 京都外大前                   | - 西大路四条 - 西ノ京円町 - 北野白梅町 - 金閣寺道 -                                                                                | 北大路バスターミナル                       | 7.8    | 7.8    | 梅津         |          |          |                   |                   |             |
| 26       | 山越中町                     | - 御室仁和寺（→ ／ ← 北野白梅町 ←）西ノ京円町 - 西大路四条 - 四条烏丸 -                                                            | 京都駅前                                   | 10.9   | 11.0   | 梅津         | 117      | 115      | 4,658             | 4,861             |             |
| 27       | 京都外大前                   | - 馬塚町 - 太子道 - 西大路四条 -                                                                                                   | 四条烏丸                                   | 7.8    | 7.8    | 梅津         | 150      | 137      | 2,500             | 2,817             |             |
| 特27     | 京都外大前                   | → （27系統と同じ） → 西大路四条 → 西大路五条 → 西小路花屋町 → 西京極駅前 → 四条葛野大路 → 西大路四条 → （27系統と同じ） →          | 京都外大前                                 | 15.4   | -      | 梅津         | 150      | 137      | 2,500             | 2,817             |             |
| 28       | 京都駅前                     | - 四条堀川 - 松尾大社前 - 嵐山公園 - 嵯峨小学校前 -                                                                                | 大覚寺                                     | 12.4   | 12.4   | 洛西         | 106      | 108      | 4,972             | 5,147             |             |
| 31       | 岩倉操車場前                 | - 修学院道 - 一乗寺清水町 - 高野 - 祇園 -                                                                                          | 四条烏丸                                   | 10.1   | 10.1   | 烏丸         | 112      | 121      | 1,468             | 1,430             |             |
| 32       | 京都外大前                   | - 西京極 - 四条大宮 - 四条河原町 - 東天王町 -                                                                                      | 銀閣寺前                                   | 13.0   | 12.4   | 梅津         | 98       | 103      | 4,431             | 4,330             |             |
| 37       | 西賀茂車庫前                 | - 上賀茂御薗橋 - 北大路堀川 - 北大路バスターミナル - 出雲路橋 - 河原町三条（ → 四条河原町 → 四条京阪前 → ／ ← ）                   | 三条京阪前                                 | 10.4   | 9.6    | 西賀茂       | 117      | 109      | 5,154             | 5,719             |             |
| 特37     | 北大路バスターミナル         | - 北大路堀川 - 下岸町 - 大宮交通公園前 - 西賀茂車庫前 - 志久呂橋（ → ／ ← 高橋南 ← ）                                              | 柊野                                       | 6.0    | 7.1    | 烏丸         | 117      | 109      | 5,154             | 5,719             |             |
| 43       | 四条烏丸                     | - 烏丸五条 - 西大路五条 - 吉祥院天満宮前 -                                                                                         | 久世橋東詰                                 | 8.8    | 7.6    | 横大路       | 191      | 171      | 941               | 906               |             |
| 46       | 西賀茂車庫前                 | - 上賀茂神社前 - 今宮神社前 - 千本北大路 - 四条大宮 - 祇園 -                                                                       | 岡崎公園ロームシアター京都・みやこめっせ前 | 12.9   | 13.3   | 西賀茂       | 90       | 93       | 10,140            | 9,935             |             |
| 46       | 西賀茂車庫前                 | - （上と同じ） - 四条大宮 - 四条河原町 - 四条京阪前（ → ／ ← 祇園 ← ）                                                             | 三条京阪前                                 |        |        | 西賀茂       | 90       | 93       | 10,140            | 9,935             | 特46号系統  |
| 50       | 京都駅前                     | - 西洞院仏光寺 - 四条堀川 - 堀川中立売 - 千本今出川 - 北野白梅町 -                                                                 | 立命館大学前                               | 8.9    | 8.9    | 九条         | 101      | 109      | 5,804             | 5,672             |             |
| 51       | 立命館大学前                 | - 北野白梅町 - 烏丸今出川 - 京都市役所前 - 河原町三条（ → 四条河原町 → 四条京阪前 → ／ ← ）                                        | 三条京阪前                                 | 8.5    | 7.7    | 西賀茂       | 120      | 131      | 1,294             | 1,208             |             |
| 52       | 立命館大学前                 | - 北野白梅町 - 上七軒 - 丸太町七本松 - 四条大宮 -                                                                                  | 四条烏丸                                   | 6.9    | 6.9    | 梅津         | 110      | 120      | 550               | 520               |             |
| 53       | 京都外大前                   | - 西大路四条 - 西ノ京円町 - 等持院道 -                                                                                             | 立命館大学前                               |        |        | 梅津         |          |          |                   |                   |             |
| 53       | 京都外大前                   | - 西大路四条 - 西ノ京円町 - 北野白梅町 -                                                                                           | 立命館大学前                               |        |        | 梅津         |          |          |                   |                   |             |
| 55       | 立命館大学前                 | - 北野白梅町 - 千本今出川 - 四条大宮 -                                                                                             | 四条烏丸                                   | 6.9    | 6.9    | 西賀茂       | 121      | 114      | 1,742             | 1,928             |             |
| 58       | 九条車庫前                   | - 東福寺 - 祇園 - 四条烏丸 - | 京都駅前                                   |        |        | 九条         | 88       | 211      | 2,107             | 301               |             |
| 59       | 山越中町                     | - 立命館大学前 - わら天神前 - 金閣寺道 - 千本北大路 - 千本今出川 - 河原町今出川 - 河原町三条（ → 四条河原町 → 四条京阪前 → ／ ← ） | 三条京阪前                                 | 12.8   | 12.0   | 梅津         | 114      | 101      | 5,287             | 6,510             |             |
| 59       | 山越中町                     | - 広沢池・佛大広沢校前 - 立命館大学前 - （上と同じ） -                                                                             | 三条京阪前                                 | 14.4   | 13.6   | 梅津         | 114      | 101      | 5,287             | 6,510             | 特59号系統  |
| 65       | 岩倉操車場前                 | - 修学院駅前 - 左京区総合庁舎前（ → 一乗寺北大丸町 → ／ ← 高木橋東詰← ）高野 - 熊野神社前 - 烏丸丸太町 -                           | 四条烏丸                                   | 12.1   | 12.2   | 烏丸         | 129      | 152      | 1,251             | 1,079             |             |
| 67       | 西賀茂車庫前                 | - 上賀茂神社前 - 北大路堀川 - 四条堀川 - 四条大宮 - 京都外大前 -                                                                   | 松尾橋                                     | 13.3   | 13.3   | 西賀茂       | 138      | 124      | 329               | 307               |             |
| 71       | 九条車庫前                   | - 東寺道 - 京都駅八条口 - 大石橋 - 九条大宮 - 四条大宮 -                                                                           | 松尾橋                                     | 11.0   | 11.0   | 九条         | 151      | 147      | 2,720             | 2,820             |             |
| 特71     | 九条車庫前                   | - （71系統と同じ） - 四条大宮 - 四条葛野大路 - 京都学園大学前 - 太秦天神川駅 - 京都外大前 -                                        | 松尾橋                                     | 13.0   | 13.0   | 九条         | 151      | 147      | 2,720             | 2,820             |             |
| 75       | 山越中町                     | - 双ヶ丘 - 太秦天神川駅前 - 西大路五条 - 堀川五条 -                                                                                | 京都駅前                                   | 10.3   | 10.3   | 梅津         | 170      | 150      | 1,449             | 1,483             |             |
| 78       | 京都駅前                     | - 京都駅八条口 - 西大路九条 - 久世橋西詰 -                                                                                         | 久世工業団地前                             | 8.4    | 9.3    | 洛西         | 196      | 200      | 932               | 932               |             |
| 80       | 太秦天神川駅前               | - 西京極 - 烏丸五条 - 河原町五条（ → 祇園 → ）                                                                                     | 四条河原町                                 | 9.5    | 9.4    | 梅津         | 101      | 109      | 3,019             | 2,719             |             |
| 81       | 横大路車庫前                 | - 中書島 - 棒鼻 - 竹田駅東口 - 勧進橋 - 塩小路高倉 -                                                                               | 京都駅前                                   | 9.2    | 9.1    | 横大路       | 120      | 129      | 3,658             | 3,722             |             |
| 84       | 九条車庫前                   | - 京都駅八条口 - 河原町八条 - 河原町十条 - 久世橋通新町 - 吉祥院長田町 - 西京極駅前 - 京都学園大学前 -                             | 太秦天神川駅前                             | 12.7   | 12.7   | 横大路       | 232      | 244      | 1,047             | 975               |             |
| 84       | 京都駅前                     | - 京都駅八条口 - （上と同じ） - | 太秦天神川駅前                             | 12.7   | 12.7   | 横大路       | 232      | 244      | 1,047             | 975               | 特84号系統  |
| 85       | 京都駅前                     | - 堀川五条 - 西大路五条 - 太秦天神川駅前 - 双ヶ丘 - 嵯峨嵐山駅前 -                                                                 | 嵐山                                       |        |        | 梅津         |          |          |                   |                   |             |
| 86       | 梅小路公園・京都鉄道博物館前 | - 七条大宮・京都水族館前 - 七条堀川 - 京都駅前 - 烏丸七条 - 東山七条 - 祇園 -                                                      | 岡崎公園・動物園前                         | 8.7    | 7.5    | 錦林         | 68       | 99       | 829               | 1,492             |             |
| 91       | 四条烏丸                     | - 西大路四条 - 西ノ京円町 - 常盤・嵯峨野高校前 -                                                                                   | 大覚寺                                     | 10.4   | 10.4   | 洛西         | 127      | 121      | 3,713             | 3,947             |             |
| 93       | 嵐山                         | - 常盤・嵯峨野高校前 - 西ノ京円町 - 東天王町 -                                                                                     | 錦林車庫前                                 | 12.2   | 12.2   | 梅津         | 124      | 114      | 4,937             | 5,371             |             |
| 快速93   | 嵐山                         | → 嵯峨瀬戸川町 → 西ノ京円町 → 烏丸丸太町 → 東天王町 →                                                                              | 錦林車庫前                                 | 12.2   | -      | 梅津         |          |          |                   |                   |             |
| 102      | 北大路バスターミナル         | - 金閣寺道 - 北野白梅町 - 北野天満宮前 - 烏丸今出川 - 出町柳駅前 - 銀閣寺道 -                                                      | 錦林車庫前                                 | 10.8   | 11.9   | 西賀茂       |          |          |                   |                   |             |
| 105      | 京都駅前                     | - 烏丸五条 - 河原町五条 - 京都市役所前 - 岡崎公園 美術館・平安神宮前 -                                                             | 銀閣寺前                                   |        |        | 錦林         |          |          |                   |                   |             |
| 106      | 京都駅前                     | - 七条京阪前 - 博物館三十三間堂前 - 五条坂 - 清水道 - 祇園 -                                                                       | 三条京阪前                                 |        |        | 洛西         |          |          |                   |                   |             |
| 北1      | 北大路バスターミナル         | - 北大路堀川 - 上堀川 - 紫野泉堂町 -                                                                                               | 玄琢                                       | 5.4    | 3.6    | 烏丸         | 97       | 91       | 1,820             | 2,012             |             |
| 北3      | 北大路バスターミナル         | - 東元町 - 上賀茂御薗橋 - 上賀茂神社前 - 柊野別れ -                                                                                | 京都産大前                                 | 4.4    | 4.4    | 烏丸         | 110      | 128      | 2,043             | 2,314             |             |
| 北8      | 北大路バスターミナル         | - 千本北大路 - 佛教大学前 - 松ヶ崎駅前 - 修学院道 - 一乗寺木ノ本町 - 高野 -                                                        | 北大路バスターミナル                       | 11.9   | -      | 烏丸         | 121      | 125      | 2,738             | 2,836             |             |
| 南5      | 竹田駅東口                   | - 深草西浦町 - 稲荷大社前 - 七条京阪前 -                                                                                           | 京都駅前                                   | 6.2    | 6.2    | 横大路       | 122      | 114      | 1,817             | 1,922             |             |
| 南5      | 横大路車庫前                 | - 中書島 - 竹田駅東口 - 深草西浦町 - 稲荷大社前 - 七条京阪前 -                                                                     | 京都駅前                                   | 11.8   | 11.7   | 横大路       | 122      | 114      | 1,817             | 1,922             | 特南5号系統 |
| 南6      | 竹田駅東口                   | → 聖母女学院前 → JR藤森駅前 → 藤ノ森 →                                                                                             | 竹田駅東口                                 |        |        | 横大路       |          |          |                   |                   |             |
| M1       | 立命館大学前                 | - わら天神前 - 衣笠氷室町 - | 原谷                                       | 3.4    | 3.4    | 梅津         | 125      | 102      | 993               | 1,185             |             |
| M1       | 北大路バスターミナル         | - 金閣寺道 - 衣笠氷室町 - | 原谷                                       |        |        | 梅津         | 125      | 102      | 993               | 1,185             | 特M1号系統  |

| 系統番号 | 運行経路             | 運行経路                                                                                         | 運行経路             | キロ程 | キロ程 | 所属営業所 | 営業係数 | 営業係数 | 旅客数（1日平均） | 旅客数（1日平均） | 備考 |
| 系統番号 | 起点                 | 経由地 (→甲→／←乙←)                                                                              | 終点                 | 往路   | 復路   | 所属営業所 | 2023年度 | 2019年度 | 2023年度          | 2019年度          | 備考 |
| -------- | -------------------- | ------------------------------------------------------------------------------------------------ | -------------------- | ------ | ------ | ---------- | -------- | -------- | ----------------- | ----------------- | ---- |
| 201      | みぶ操車場前         | - 四条大宮 - 祇園 - 百万遍 - 千本今出川 -                                                        | みぶ操車場前         | 12.0   | -      | 梅津       | 77       | 84       | 12,108            | 12,066            |      |
| 202      | 九条車庫前           | （ ← 京都駅八条口アバンティ前 ← ）- 東福寺 - 熊野神社前 - 西ノ京円町 - 西大路九条 -              | 九条車庫前           | 16.7   | -      | 九条       | 79       | 83       | 13,997            | 13,930            |      |
| 快速202  | 九条車庫前           | - 西大路駅前 - 西大路四条 - 北野白梅町（ ← 小松原児童公園前 ← ）                                 | 立命館大学前         |        |        | 九条       | 79       | 83       | 13,997            | 13,930            |      |
| 203      | 錦林車庫前           | - 熊野神社前 - 祇園 - 西大路四条 - 北野白梅町 - 銀閣寺道 -                                       | 錦林車庫前           | 16.5   | -      | 錦林       | 73       | 79       | 17,209            | 16,888            |      |
| 204      | 北大路バスターミナル | - 金閣寺道 - 西ノ京円町 - 東天王町 - 銀閣寺道 - 田中大久保町 - 高野 -                            | 北大路バスターミナル | 16.2   | -      | 烏丸       | 87       | 89       | 11,082            | 11,154            |      |
| 205      | 九条車庫前           | - 京都駅前 - 四条河原町 - 洛北高校前 - 北大路バスターミナル - 金閣寺道 - 西大路七条 - 京都駅前 - | 九条車庫前           | 22.5   | -      | 九条       | 79       | 89       | 33,293            | 33,274            |      |
| 快速205  | 九条車庫前           | - 京都駅前 - 西大路七条 - 北野白梅町（ ← 小松原児童公園前 ← ）                                   | 立命館大学前         |        |        | 九条       | 79       | 89       | 33,293            | 33,274            |      |
| 206      | 北大路バスターミナル | - 千本北大路 - 七条大宮 - 京都駅前 - 東山七条 - 高野 -                                           | 北大路バスターミナル | 19.4   | -      | 烏丸       | 66       | 73       | 27,843            | 25,696            |      |
| 207      | 九条車庫前           | （ ← 京都駅八条口アバンティ前 ← ） - 東福寺 - 祇園 - 四条大宮 - 九条大宮 -                       | 九条車庫前           | 10.1   | -      | 九条       | 57       | 63       | 14,281            | 14,251            |      |
| 208      | 九条車庫前           | - 東福寺 - 東山七条 - 西大路七条 - 西大路九条 -                                                  | 九条車庫前           | 10.4   | -      | 九条       | 115      | 115      | 3,601             | 3,573             |      |

| 系統番号 | 運行経路 | 運行経路                                        | 運行経路 | キロ程 | キロ程 | 所属営業所 | 営業係数 | 営業係数 | 旅客数（1日平均） | 旅客数（1日平均） | 備考 |
| 系統番号 | 起点     | 経由地                                          | 終点     | 往路   | 復路   | 所属営業所 | 2023年度 | 2019年度 | 2023年度          | 2019年度          | 備考 |
| -------- | -------- | ----------------------------------------------- | -------- | ------ | ------ | ---------- | -------- | -------- | ----------------- | ----------------- | ---- |
| EX100    | 京都駅前 | - 五条坂 - 祇園 - 岡崎公園 美術館・平安神宮前 - | 銀閣寺前 |        |        | 梅津       |          |          |                   |                   |      |
| EX101    | 京都駅前 |                                                 | 五条坂   |        |        | 洛西       |          |          |                   |                   |      |

| 系統番号 | 運行経路               | 運行経路                                                                            | 運行経路                       | キロ程 | キロ程 | 所属営業所 | 営業係数 | 営業係数 | 旅客数（1日平均） | 旅客数（1日平均） | 備考        |
| 系統番号 | 起点                   | 経由地                                                                              | 終点                           | 往路   | 復路   | 所属営業所 | 2023年度 | 2019年度 | 2023年度          | 2019年度          | 備考        |
| -------- | ---------------------- | ----------------------------------------------------------------------------------- | ------------------------------ | ------ | ------ | ---------- | -------- | -------- | ----------------- | ----------------- | ----------- |
| 19       | 横大路車庫前           | - 中書島 - 国道大手筋 - 城南宮 - 九条車庫前 - 京都駅八条口 -                        | 京都駅前                       | 12.1   | 12.1   | 横大路     | 233      | 189      | 646               | 821               |             |
| 19       | 横大路車庫前           | - 中書島 - 国道大手筋 - 小枝橋 - 九条車庫前 - 京都駅八条口 -                        | 京都駅前                       |        |        | 横大路     | 233      | 189      | 646               | 821               | 特19号系統  |
| 20       | 横大路車庫前           | - 中書島 - 国道大手筋 - 免許試験場前 - 京阪淀駅 - 納所町 - 国道大手筋 - 中書島 -    | 横大路車庫前                   | 17.3   | 17.3   | 横大路     | 231      | 190      | 1,048             | 1,320             |             |
| 22       | 横大路車庫前           | - 中書島 - 国道大手筋 - 横大路 - 久我 -                                             | 南工業団地前                   | 11.5   | 11.7   | 横大路     | 248      | 206      | 1,120             | 1,387             |             |
| 23       | 洛西バスターミナル     | - 新林公団住宅前 - 千代原口 - 西京極 - 烏丸五条 -                                   | 京都駅前                       | 12.5   | 12.5   | 洛西       | 137      | 111      | 2,844             | 3,607             |             |
| 29       | 洛西バスターミナル     | - 東新林町 - 千代原口 - 松尾大社前 -                                                | 四条烏丸                       | 14.7   | 14.7   | 洛西       | 154      | 129      | 2,186             | 2,679             |             |
| 33       | 洛西バスターミナル     | - 三ノ宮 - 桂駅東口 - 西京極小学校前 - 西大路七条 -                                 | 京都駅前                       | 12.7   | 12.7   | 洛西       | 169      | 142      | 1,897             | 2,314             |             |
| 特33     | 洛西バスターミナル     | - 三ノ宮 - 桂駅東口 - 川勝寺 - 西大路七条 -                                         | 京都駅前                       | 12.6   | 12.6   | 洛西       | 169      | 142      | 1,897             | 2,314             |             |
| 42       | 洛西口駅前             | - JR桂川駅前 - 久世橋西詰 - 南区総合庁舎前 - 東寺東門前 -                           | 京都駅前                       | 8.7    | 8.7    | 洛西       | 190      | 160      | 611               | 751               |             |
| 69       | 二条駅西口             | - 四条大宮 - 梅津段町 - 上野橋 - 千代原口 - 物集女 - JR桂川駅前 -                   | 桂駅東口                       | 16.1   | 16.0   | 横大路     | 172      | 146      | 1,949             | 2,407             |             |
| 70       | 小畑川公園北口         | - 洛西口駅前 - JR桂川駅前 - 桂駅東口 - 上野橋 - 梅津段町 -                          | 太秦天神川駅前                 | 12.8   | 13.0   | 洛西       | 115      | 91       | 1,804             | 2,081             |             |
| 特80     | 河原町三条             | - 四条河原町 - （この間ノンストップ） （ → 川田道 → ／ ←）                          | 国道東野                       | 8.2    | 6.3    | 梅津       |          |          |                   |                   |             |
| 西1      | 洛西バスターミナル     | - 東新林町 - 境谷大橋 - 三ノ宮街道 -                                                | 桂駅西口                       | 6.7    | 6.7    | 洛西       | 295      | 236      | 536               | 680               |             |
| 西2      | 洛西バスターミナル     | - 西竹の里町 - 境谷大橋 - 三ノ宮街道 -                                              | 桂駅西口                       | 7.5    | 7.5    | 洛西       | 187      | 163      | 2,999             | 3,739             |             |
| 西3      | 洛西バスターミナル     | - 洛西大橋 - 南福西町 - 三ノ宮街道 -                                                | 桂駅西口                       | 7.5    | 7.5    | 洛西       | 289      | 235      | 866               | 1,105             |             |
| 特西3    | 桂駅西口               | → 南福西町 → 西竹の里町 → 東新林町 →                                                | 洛西バスターミナル（境谷大橋） | 10.9   | -      | 洛西       | 289      | 235      | 866               | 1,105             |             |
| 西4      | 洛西バスターミナル     | - 境谷大橋 - 北福西町一丁目 - 洛西口駅前 -                                          | JR桂川駅前                     | 6.7    | 6.9    | 洛西       | 173      | 140      | 1,524             | 1,513             |             |
| 特西4    | 洛西バスターミナル     | - 東新林町 - 新林センター前 - 境谷センター前 - 西竹の里町 - 南福西町 - 洛西口駅前 - | JR桂川駅前                     |        |        | 洛西       | 173      | 140      | 1,524             | 1,513             |             |
| 西5      | 桂坂中央               | - 峰ヶ堂町一丁目 - 桂坂小学校前 - 桂坂口 - 境谷大橋 - 三ノ宮街道 -                  | 桂駅西口                       | 11.5   | 11.5   | 洛西       | 256      | 236      | 1,181             | 1,381             |             |
| 特西5    | 桂坂小学校前           | - 峰ヶ堂町三丁目 - 桂坂中央 -                                                       | 洛西バスターミナル             |        |        | 洛西       | 256      | 236      | 1,181             | 1,381             |             |
| 西6      | 桂坂中央               | - 西桂坂 - 峰ヶ堂町三丁目 - 桂御陵坂 - 京大桂キャンパス前 - 野田町 -                | 桂駅西口                       | 8.8    | 8.8    | 洛西       | 197      | 193      | 1,013             | 1,086             |             |
| 西8      | 洛西バスターミナル     | - 東新林町 - 境谷大橋 - 洛西大橋 - 南福西町 - 三ノ宮街道 -                          | 桂駅西口                       | 9.8    | 9.8    | 洛西       | 211      | 187      | 1,146             | 1,677             |             |
| 西9      | 小畑川公園北口         | - 洛西バスターミナル - 右京の里 - 南春日町 - 境谷大橋 -                             | JR桂川駅前                     |        |        | 洛西       |          |          |                   |                   |             |
| 南1      | 竹田駅西口             | - パルスプラザ前 - 久我石原町 - 中久世 - JR桂川駅前 -                               | 桂駅東口                       | 11.4   | 11.4   | 横大路     | 221      | 226      | 1,201             | 1,154             |             |
| 特南1    | 桂駅東口               | - JR桂川駅前 - 中久世 -                                                             | 久世工業団地前                 |        |        | 洛西       | 221      | 226      | 1,201             | 1,154             |             |
| 南2      | 竹田駅西口             | - パルスプラザ前 - 久我 - 樋爪口 - 免許試験場前 -                                   | JR長岡京東口                   | 9.2    | 9.2    | 横大路     | 144      | 134      | 1,970             | 2,008             |             |
| 南2      | 竹田駅西口             | - パルスプラザ前 - 久我 - 樋爪口 -                                                  | JR長岡京東口                   |        |        | 横大路     | 144      | 134      | 1,970             | 2,008             | 特南2号系統 |
| 南3      | 横大路車庫前           | - 中書島 - 西大手筋 - 伏見警察署前 - パルスプラザ前 -                               | 竹田駅西口                     | 6.1    | 6.1    | 横大路     | 149      | 148      | 719               | 716               |             |
| 南3      | 京阪中書島・伏見港公園 | - 中書島 - 西大手筋 - 国道大手筋 - 下鳥羽城ノ越町 - パルスプラザ前 -                | 竹田駅西口                     |        |        | 横大路     | 149      | 148      | 719               | 716               | 特南3号系統 |
| 南8      | 横大路車庫前           | - 府道横大路 - 八丁畷 - 三町 - 国道下鳥羽 - 中書島 - 丹波橋 -                       | 竹田駅東口                     |        |        | 横大路     | 235      | 220      | 514               | 545               |             |

| 系統番号              | 運行経路                  | 運行経路                                | 運行経路     | キロ程 | キロ程 | 所属営業所 | 備考                                 |
| 系統番号              | 起点                      | 経由地                                  | 終点         | 往路   | 復路   | 所属営業所 | 備考                                 |
| --------------------- | ------------------------- | --------------------------------------- | ------------ | ------ | ------ | ---------- | ------------------------------------ |
| 立命館ダイレクト      | 西大路四条                | → 西大路御池 → 西ノ京円町 →             | 立命館大学前 |        |        | 梅津       | 直行運転・途中停留所では乗車扱いのみ |
| 東山開睛館号（臨202） | 神宮道                    | → 知恩院前 →                            | 五条坂       |        |        | 横大路     | 快速運転                             |
| 東山開睛館号（臨202） | 神宮道                    | → 祇園 →                                | 五条坂       |        |        | 横大路     | 快速運転                             |
| 東山開睛館号（臨202） | 東山三条                  |                                         | 五条坂       |        |        | 横大路     | 直行運転                             |
| 東山開睛館号（臨202） | 五条大和大路･東山開睛館前 | → 五条坂 → 祇園 → 知恩院前 → 東山三条 → | 神宮道       |        |        | 横大路     | 快速運転                             |
| 特出入                | みぶ操車場前              | - 四条大宮 -                            | 四条烏丸     |        |        | 横大路     |                                      |

1. 1 2 3 4  京都バスへ運行を委託
2. 1 2 3 4 5 6  西日本ジェイアールバスへ運行を委託
3. 1 2 3 4 5 6 7 8 9 10 11 12 13 14  阪急バスへ運行を委託
4. ↑  復路はパルスプラザ始発
5. 1 2 3 4 5 6 7 8 9 10 11 12 13 14 15 16 17 18 19 20 21 22 23  近鉄バスへ運行を委託
6. 1 2 3 4 5  一部は京阪中書島・伏見港公園発着
7. 1 2 3 4 5  MKへ運行を委託
8. 1 2  京都バスとの共同運行
9. 1 2  立命館大学行き〈往路〉のみ、九条車庫前発車後に「快速立命館」と表示を切り替えて運行。
10. ↑  西日本ジェイアールバスとの共同運行
11. ↑  入出庫で桂高校前 - 下桂 - 桂駅東口を運行

### 臨時系統
ここでは、運行回数・時刻表掲出の有無にかかわらず、京都市交通事業白書などに記載がないものを記載する。

#### 観光シーズンに運行されるもの
年度・時期により運行されない場合がある。
| 系統番号                | おもな経由地                                                             | 備考                           |
| ----------------------- | ------------------------------------------------------------------------ | ------------------------------ |
| 高雄Express（臨8）      | 四条烏丸 - 四条大宮 - 西大路四条 - 京都外大前 - 太秦天神川駅前 - 高雄    | 急行運転                       |
| 高雄Express（臨8）      | 高雄 → 太秦天神川駅前                                                    | 直行運転                       |
| 楽洛東山ライン（臨106） | 京都駅前 - 東山七条 - 祇園（ → 東山三条 → ／ ← 四条京阪前 ← ）三条京阪前 |                                |
| 楽洛東山ライン（臨106） | 東山三条 → 祇園 → 東山七条 → 京都駅前                                    |                                |
| 臨208                   | 九条車庫前 - 東福寺 - 東山七条 - 京都駅前                                |                                |
| 東山シャトル            | 京都駅前（ → ／ ← 烏丸七条 ← 烏丸五条 ← 五条京阪前 ← ）五条坂            | 往路は直行運転、復路は急行運転 |
| 永観堂・銀閣寺Express   | 京都駅前 - 四条河原町 - 丸太町京阪前（ → 宮ノ前町 → ／ ← ）銀閣寺道      | 急行運転                       |

#### 終夜運行
毎年12月31日から1月1日にかけて運行されていたが、2020年1月1日を最後に運行されていない。
鉄道駅連絡停留所および主要神社仏閣最寄停留所以外はすべて通過となる。
| 系統番号 | 停車する停留所 | 運行時間・間隔                                    |
| -------- | --- | ------------------------------------------------- |
| 特50     | 京都駅前 → 四条大宮 → 壬生寺道 → 西大路四条 → 西大路御池 → 西ノ京円町 → 北野天満宮前 → 千本今出川 → 二条駅前 → 四条大宮 → 京都駅前                                                  | 京都駅前発21:30 - 5:15 約20 - 30分間隔            |
| 特201    | みぶ操車場前 - 四条大宮 - （特50系統と同じ） - 北野天満宮前 - 千本今出川 - 堀川今出川 - 烏丸今出川 - 河原町今出川 - 出町柳駅前                                                      | みぶ操車場前発21:03 - 5:23 約20分（一部40分）間隔 |
| 特201    | みぶ操車場前 - （出町柳駅前行きと同じ） - 出町柳駅前 - 百万遍 - 熊野神社前 -（東山仁王門 → 岡崎公園 美術館・平安神宮前 → 岡崎公園 ロームシアター京都・みやこめっせ前 → 東山仁王門） | みぶ操車場前発21:13 - 4:13 約20 - 60分間隔        |
| 特206D   | 京都駅前 → 七条京阪前 → 五条坂 → 五条京阪前 → 烏丸五条 → 京都駅前 | 京都駅前発23:20 - 5:00 約20 - 30分間隔            |

四条大宮 - 西ノ京円町間では、北野天満宮へ向かうバスが約10分間隔で運行されるようにダイヤが調整されている。
2014年12月31日 - 2015年1月1日は特201A号・特201B号系統を西賀茂・烏丸・梅津・九条の各直営が、特50号・特206D号系統を錦林・梅津・九条・洛西の各委託および横大路（阪急バス委託）が担当した。

#### その他の臨時系統
イベント開催等により運行される。
| 系統番号          | おもな経由地 | 運行時期                                             | 備考                                |
| ----------------- | --- | ---------------------------------------------------- | ----------------------------------- |
| 臨特201節分       | 壬生寺道 - 四条大宮 - 祇園 - 京大正門前 - 百万遍 - 出町柳駅前                                                                    | 毎年2月2日・3日(吉田神社の節分祭)                    |                                     |
| 臨特206節分       | 京都駅前 - 東山七条 - 京大正門前 - 百万遍 - 出町柳駅前                                                                           | 毎年2月2日・3日(吉田神社の節分祭)                    |                                     |
| 臨1               | 佛教大学前 - 北大路バスターミナル - 出町柳駅前                                                                                   | 佛教大学の入学試験の際など                           | 快速運転                            |
| 臨5               | 京都駅前 - 四条烏丸 - 四条河原町 - 三条京阪前 - 岡崎公園 美術館・平安神宮前 - 東天王町（ → 宮ノ前町 → ／ ← 銀閣寺道 ← ）銀閣寺前 | 多客時                                               |                                     |
| 臨5               | 京都駅前 - 四条烏丸 - 四条河原町 - 三条京阪前 - 岡崎公園 美術館・平安神宮前                                                      | 平安神宮・みやこめっせ等でのイベント開催時           |                                     |
| 臨5               | 岡崎公園 ロームシアター京都・みやこメッセ前 → 岡崎公園 美術館・平安神宮前 → 三条京阪前 → 四条河原町 → 四条烏丸 → 京都駅前        | 平安神宮・みやこめっせ等でのイベント開催時           |                                     |
| 臨6               | 佛教大学前 - 二条駅前 - 四条大宮                                                                                                 | 佛教大学の入学試験の際など                           | 快速運転                            |
| 臨9               | 堀川今出川 → 四条堀川 → 京都駅前                                                                                                 | 京の七夕開催時                                       |                                     |
| 臨12イ            | 堀川今出川 → 二条城前 → 堀川御池 → 四条堀川 → 四条烏丸 → 四条河原町 → 四条京阪前 → 三条京阪前                                    | 京の七夕開催時                                       | 快速運転（堀川御池 → 三条京阪前間） |
| 臨12ロ            | 三条京阪前 → 祇園 →四条堀川 → 二条城前                                                                                           | 京の七夕開催時                                       |                                     |
| 臨50              | 京都駅前 - 四条堀川 - 堀川中立売 - 北野天満宮前 - 立命館大学前                                                                   | 天神さん（毎月25日）・正月など                       |                                     |
| 臨73              | 西京極運動公園前 → 西大路五条 → 京都リサーチパーク前 → 烏丸五条 → 京都駅前                                                       | 西京区運動競技場でのサッカー等開催時                 | 快速運転                            |
| 臨73              | 京都駅前 → 西京極運動公園前 | 京都マラソン開催時                                   | 直行運転                            |
| 臨84B             | 京都駅八条口 - 鳥羽水環境保全センター東一号門                                                                                    | 鳥羽水環境保全センター一般公開時                     | 直行運転                            |
| 臨84C（場内循環） | 鳥羽水環境保全センターせせらぎ広場 - 鳥羽水環境保全センター駐車場前                                                              | 鳥羽水環境保全センター一般公開時                     | 直行運転                            |
| 臨205イ           | 京都駅前 - 河原町松原 - 四条河原町                                                                                               | 祇園祭山鉾巡行（7月17日）・後祭（7月24日）           |                                     |
| TM1               | 竹田駅西口 - 鳥羽水環境保全センター東一号門                                                                                      | 鳥羽水環境保全センター一般公開時                     | 直行運転                            |
| 臨                | 京都駅前 - 西大路四条 - 京都外大前                                                                                               | 京都外国語大学の入学試験の際など                     | 快速運転                            |
| 臨                | 京都駅八条口 - 四条京阪前（ → ／ ← 三条京阪前 ← ）三条神宮道 - 阿含宗総本殿                                                      | 阿含の初護摩開催時（1月1日）、冥徳祭（毎月16日）など | 快速運転                            |

## 車両

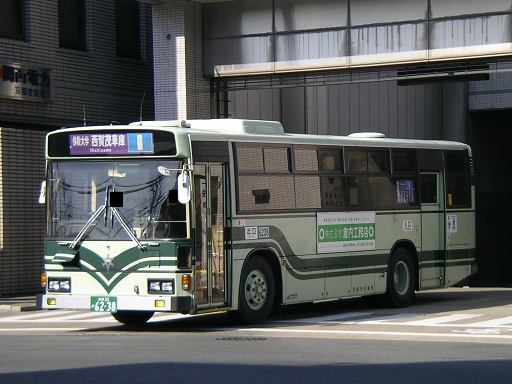
ツーステップ車 （純正車体） 1995年式
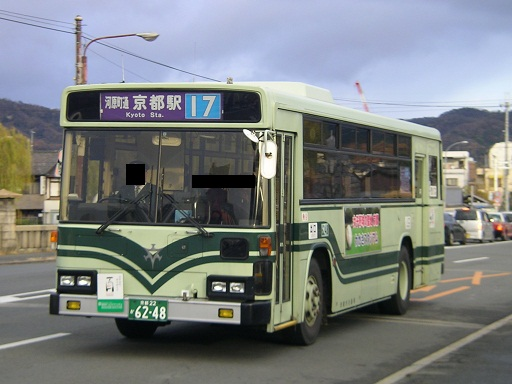
ツーステップ車 （西工車体） 1995年式
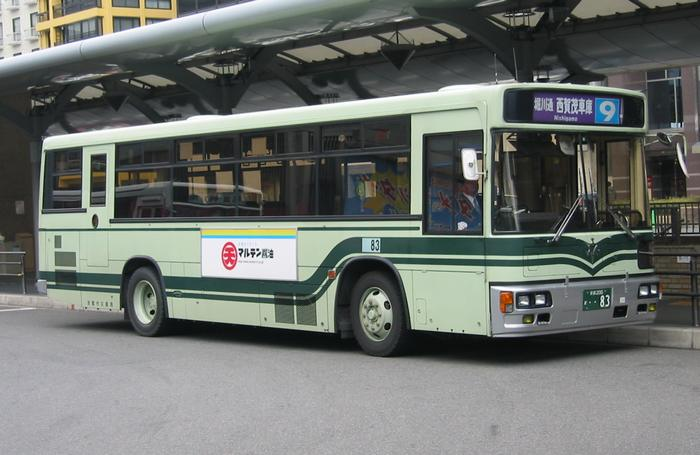
ワンステップ車 （西工車体） 2000年式
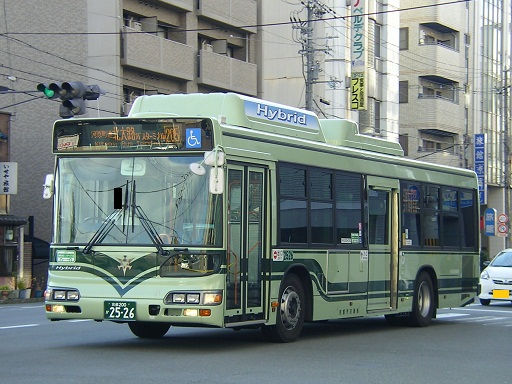
電気式ハイブリッドノンステップ車 （純正車体） 2012年式

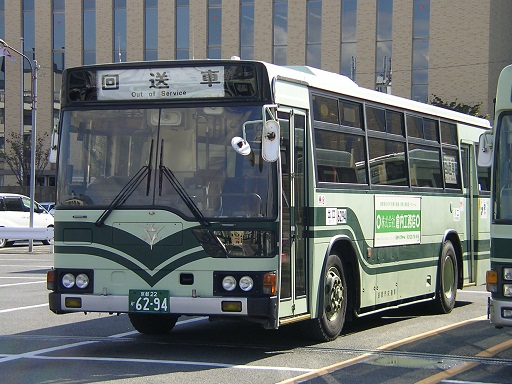
ツーステップ車 （純正車体） 1995年式
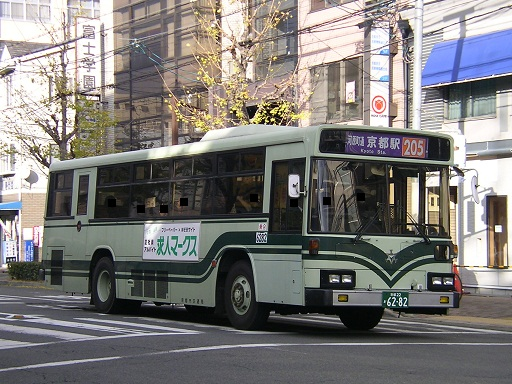
ツーステップ車 （西工車体） 1995年式
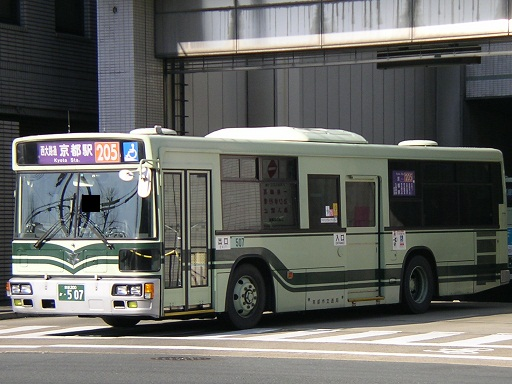
ノンステップ車 （西工車体） 2003年式
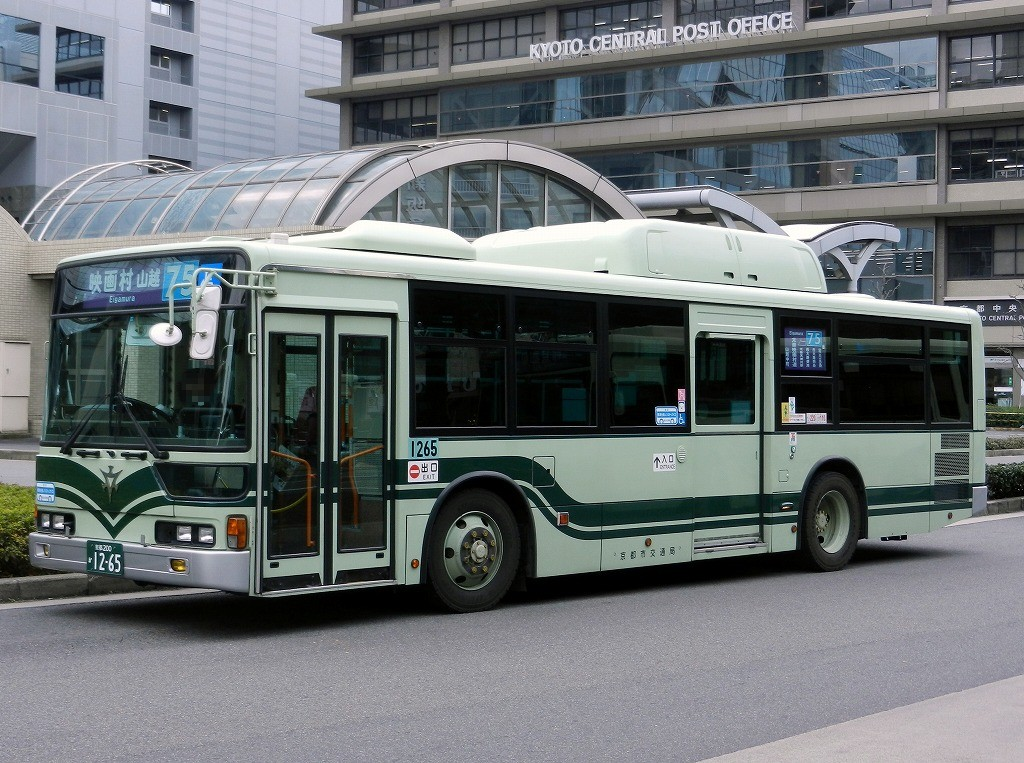
CNGノンステップ車 （純正車体） 2006年式
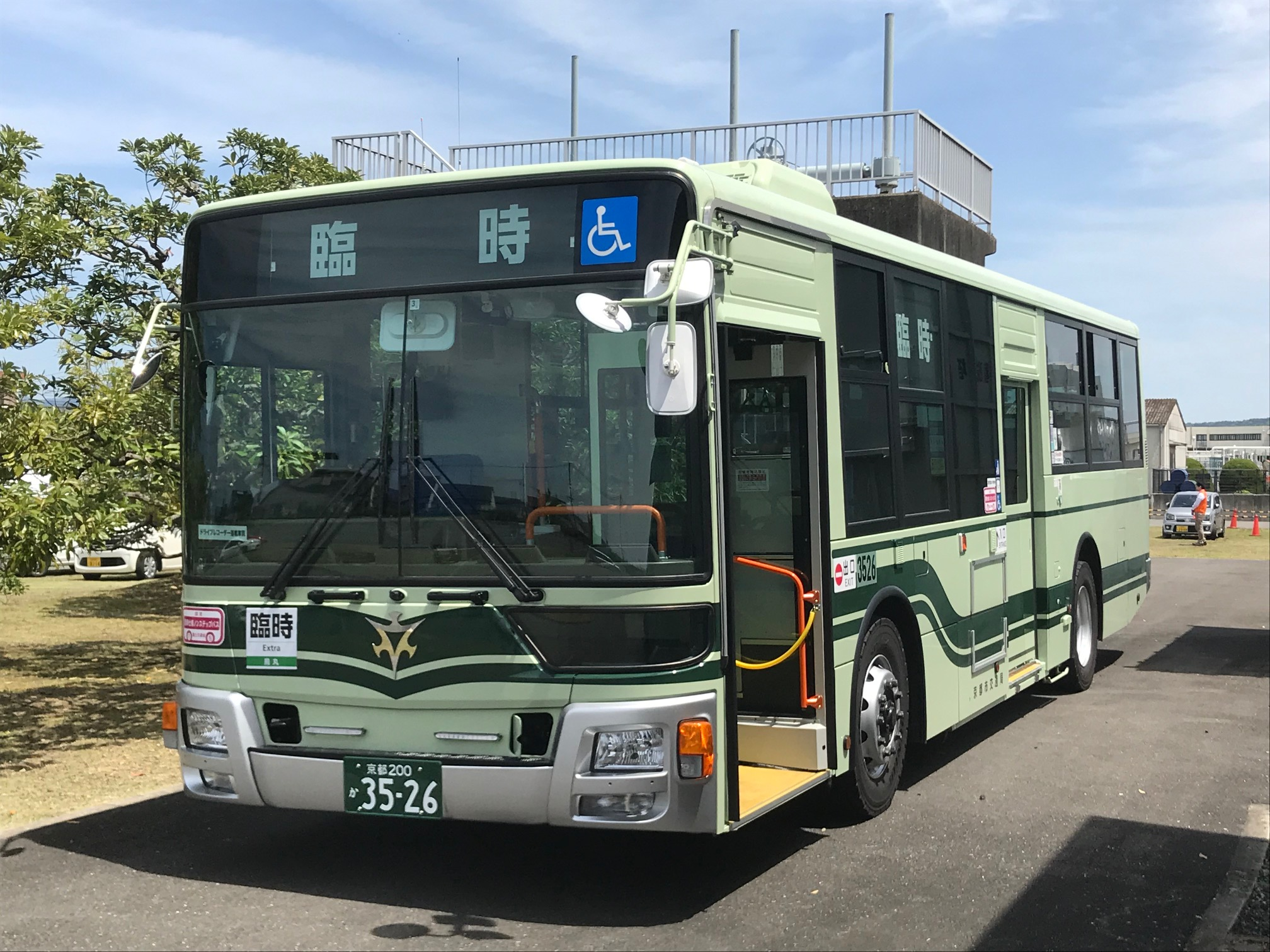
ノンステップ車 （純正車体） 2018年式

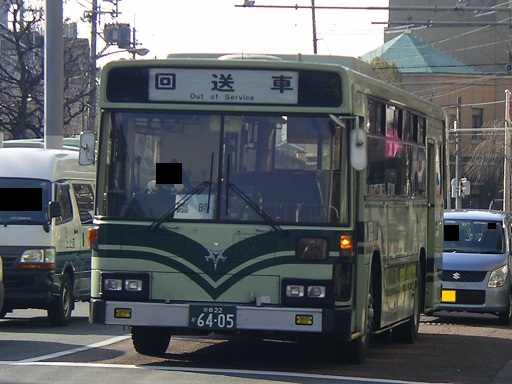
ツーステップ車 （西工車体） 1996年式
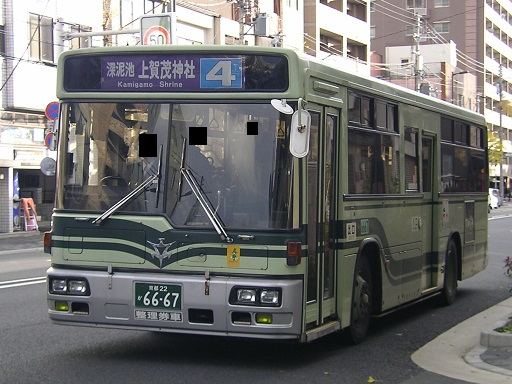
リフト付ワンステップ車 （西工車体） 1999年式
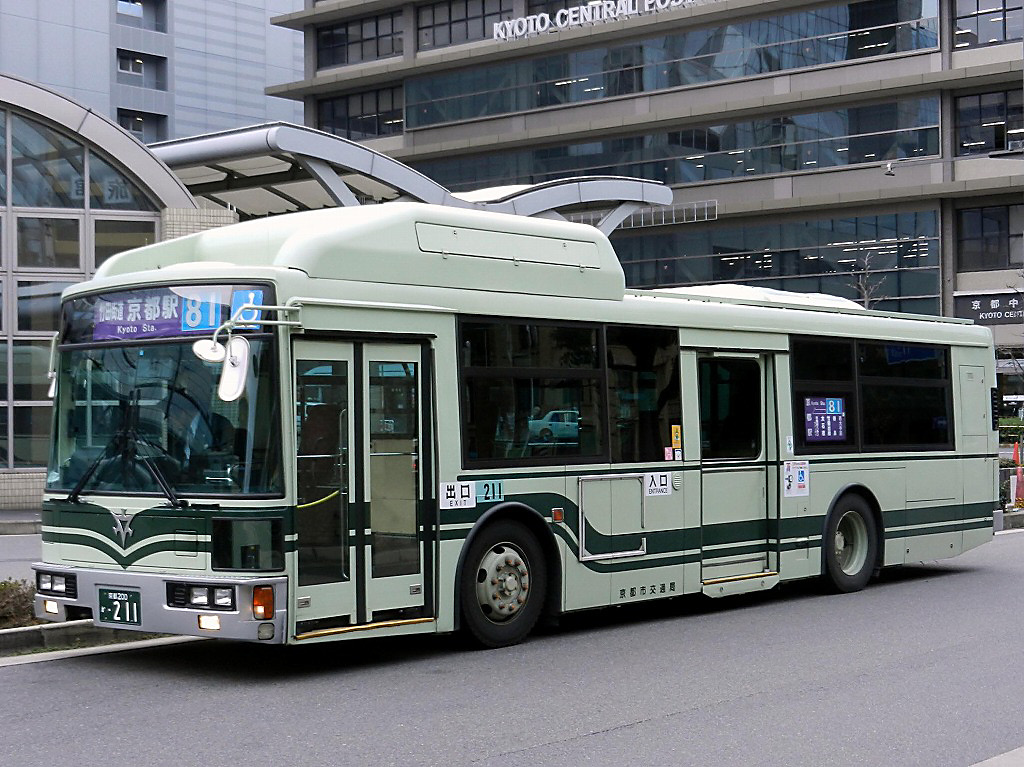
CNGノンステップ車 （富士車体） 2002年式
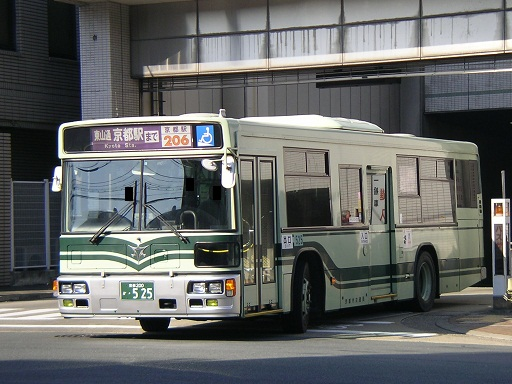
ノンステップ車 （西工車体） 2003年式

2022年3月19日時点で801両を保有している。全車が低公害・低燃費型のアイドリングストップ車両に切り替わっており、うち59両がハイブリッド車である 。乗降口の高さでの内訳は、ノンステップバスが772両、ワンステップバスが29両である。
車両導入メーカーはいすゞ自動車、三菱ふそうトラック・バス、日野自動車、日産ディーゼル（現在のUDトラックス）の国内4メーカーの車両を保有し、日本国外のメーカーは一切導入していない。
中型車は1987年度より、小型車は2005年度より導入した。
導入メーカーの割合傾向は競争入札制度の導入以前には、日産ディーゼル車の割合が他の3メーカーに比べると圧倒的に低かった。かつては4メーカーともに西日本車体工業製の車体（以下「西工」）を積極的に採用しており、西工製の車体を継続的に購入していた最東端の事業者で、1990年代までは約半数の車両が西工製の車体を架装し、その後も西工が解散する直前の2009年頃まで西工製車体の車両が継続的に導入された。現在、新車の導入は競争入札制を採用している。かつては、営業所ごとに導入される車両のメーカーが指定されていたが、競争入札制の採用によりその原則は崩れている。車両はすべて配置が決まっており、同じ営業所内でも直轄路線用・委託路線用などと分けられている。
車両管理番号は車両前後に取り付けられている、登録番号の一連番号をそのまま採用している。例えば【 京都299 か …1 】の場合は、前輪フェンダーの直上の左右側夫々に【 …1 】と記載された車番ステッカーが、また【 京都299 か 42-19 】等の4桁の場合は、ハイフンを除く【 4219 】と表記された車番ステッカーが貼られる。
また、京都市バスの車両は概ね18年（2012年度以前は14年）使用し、廃車時に15条抹消としていたことから、原則として国内で再登録をすることができない。このため中古車両は解体される以外は海外へ輸出され、ミャンマーなど東南アジアの一部地域で見られる程度であったが、2010年代以降は秋北バスや宇部市交通局をはじめとする国内他社へ移籍した例も少数ながら存在する。
いすゞ
純正車体と西工製車体を概ね半分ずつ有する。西工製のツーステップ車には前扉に車いすリフトが付いたものもある。ノンステップ車は2000年に西工車体で初導入された。この時の車両は大阪市と京都市にしか納入されなかった希少車である。過去にはハイデッカー車も在籍し、定期観光撤退後は京都水族館へのシャトルバスとして使われた後、国際支援の一環としてラオスに輸出された。
なお、現行車種であるエルガの純正車体では長崎自動車の車両と同じく、フロントガラス右下にセーフティウインドウを特注で取り付けている。

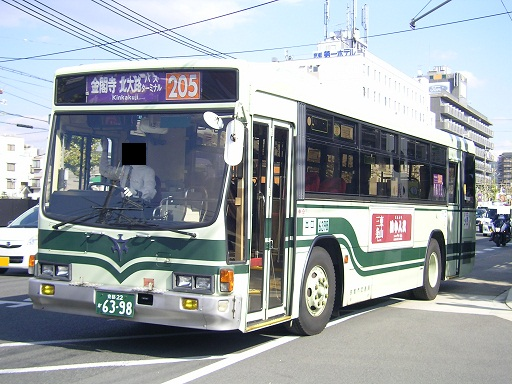
ツーステップ車 （純正車体） 1996年式
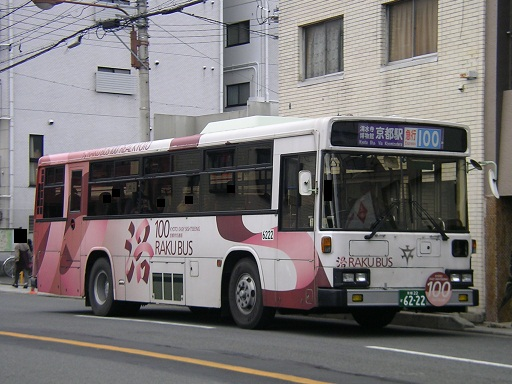
ツーステップ車 （西工車体） 1995年式
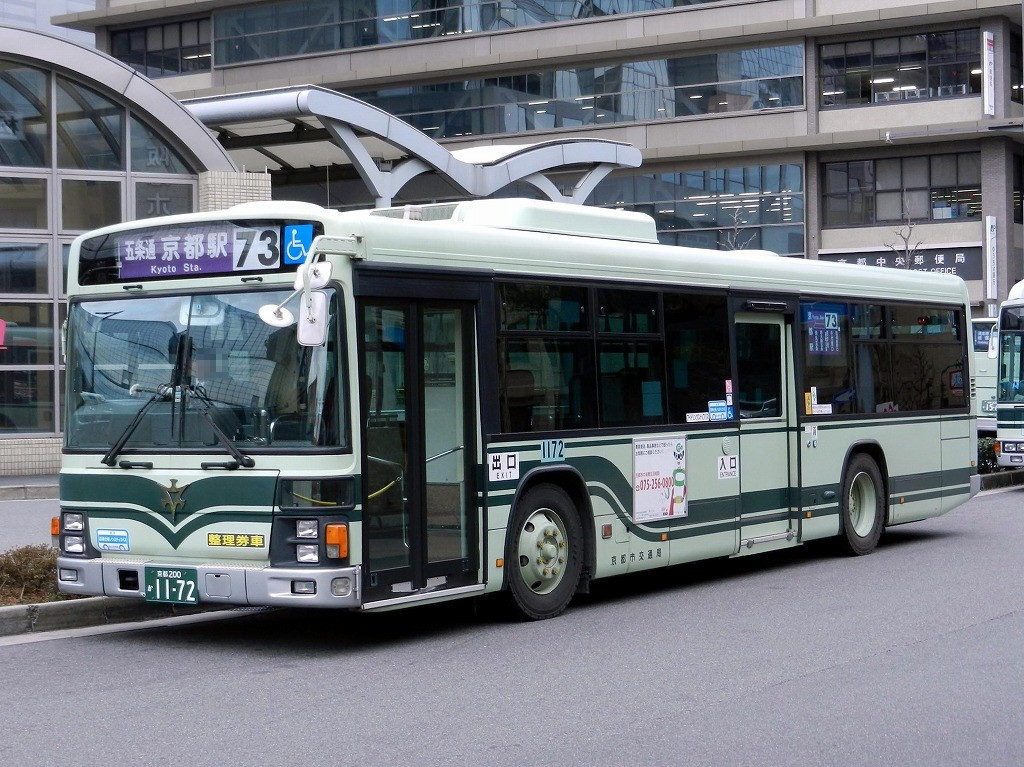
ノンステップ車 （純正車体） 2005年式
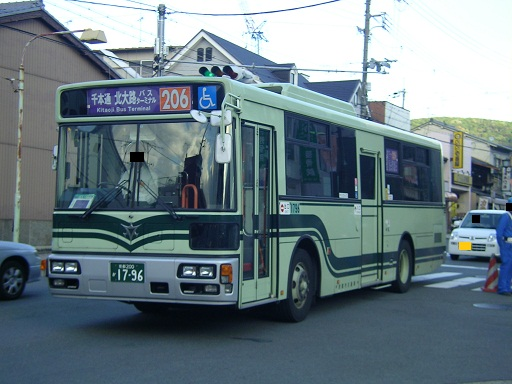
ワンステップ車 （西工車体） 2008年式

日野
純正車体が多く、一部は西工製。日野の方針から2000年を最後に西工製車体は途絶えていたが、2007年度には、いすゞと日野の提携により、いすゞから供給された西工製車体の車両が導入された。最初のノンステップ車は1999年に純正車体で導入されている。
2019年度には久々の中型車としてレインボーが15台納入されている。
- ツーステップ車
（純正車体）
1995年式
- ツーステップ車
（西工車体）
1995年式
- ワンステップ車
（西工車体）
2000年式
- 電気式ハイブリッドノンステップ車
（純正車体）
2012年式

三菱
純正車体と西工製車体が概ね半数ずつ。ツーステップ・ワンステップの西工製車体には過去にリフト装備車も在籍していた。最初のノンステップ車は1997年に純正車体で導入されている。2007年度には三菱と日産ディーゼルの提携により日産ディーゼルから供給された西工製車体の車両が導入された。
2015年度より烏丸営業所を中心に現行車種が継続して導入されている。
- ツーステップ車
（純正車体）
1995年式
- ツーステップ車
（西工車体）
1995年式
- ノンステップ車
（西工車体）
2003年式
- CNGノンステップ車
（純正車体）
2006年式
- ノンステップ車
（純正車体）
2018年式

日産ディーゼル（現・UDトラックス）
西工製が大半で、1997年から導入されたノンステップ・CNGノンステップ初期の車両のみ富士重工業製が架装された。1999年の西工製ワンステップ車3台のみリフトを装備する。
- ツーステップ車
（西工車体）
1996年式
- リフト付ワンステップ車
（西工車体）
1999年式
- CNGノンステップ車
（富士車体）
2002年式
- ノンステップ車
（西工車体）
2003年式

### 洛バス専属車
観光客向けの100、101、102号系統は、2005年から外国人観光客の利用を意識し、特徴的なラッピングが車体全面に施されている。3系統とも共通のデザインに、100号系統は春の桜をイメージした桃色、101号系統は夏の木々をイメージした緑色、102号系統は秋の紅葉をイメージした黄色を基調としている。デザインは2014年3月に変更されている。

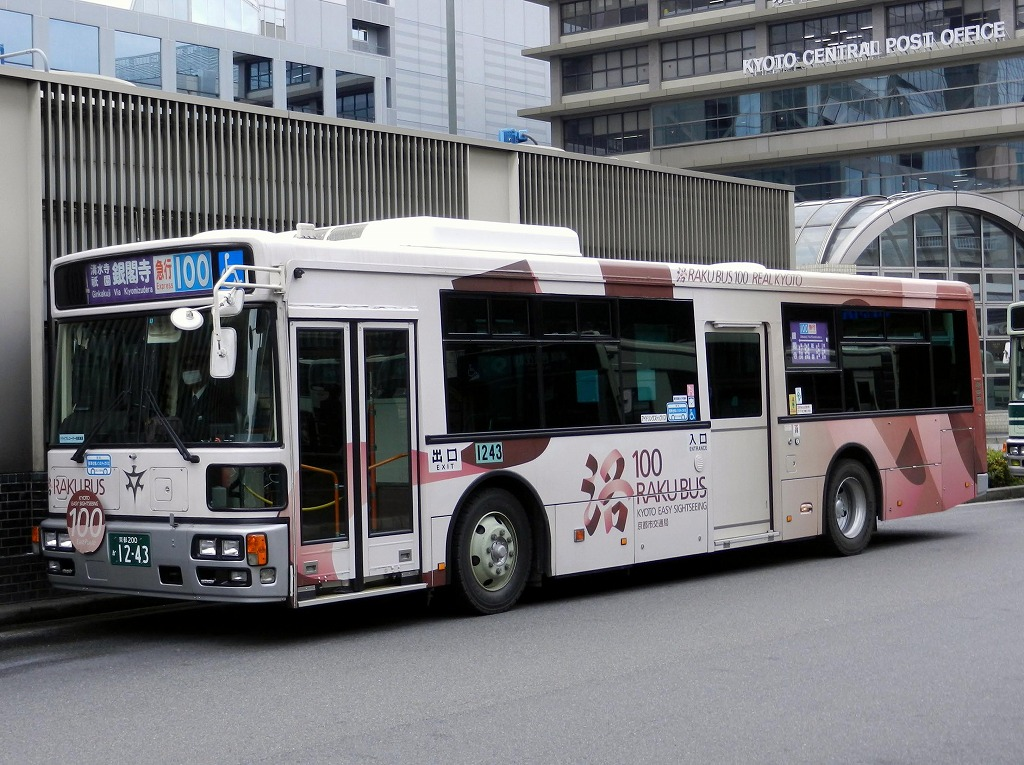
洛バス100号旧系統色
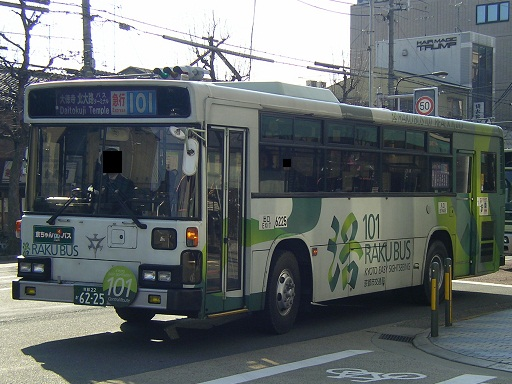
洛バス101号旧系統色
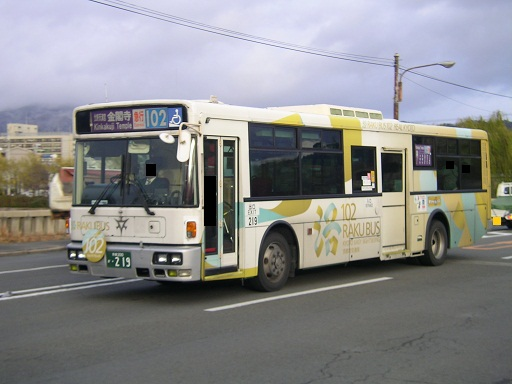
洛バス102号旧系統色

### 交通局100周年記念デコレーションバス
京都市交通局100周年記念事業のひとつとして、交通局直轄5営業所にバスの濃緑帯を赤、青、黄、緑、桃色の5色に置き換えたデコレーションバスが登場した。これらのバスは2012年6月9日の京都市役所前のイベントにてお披露目式が行われ、翌10日から同年12月31日まで運転されたが延長されて4月1日から京ちゃんバスとなった。車両は以下のとおりである。
- （赤色）西賀茂1391号車（いすゞ+西工車体）
- （青色）烏丸1788号車（いすゞ+西工車体）
- （黄色）錦林1513号車（日野+純正車体）
- （緑色）九条1550号車（日野+西工車体）
- （桃色）梅津1441号車（日野+西工車体）

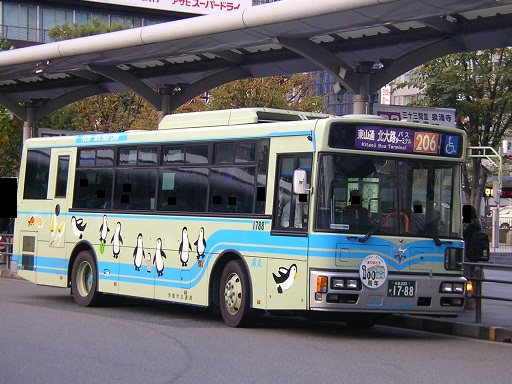
烏丸ブルーライナー
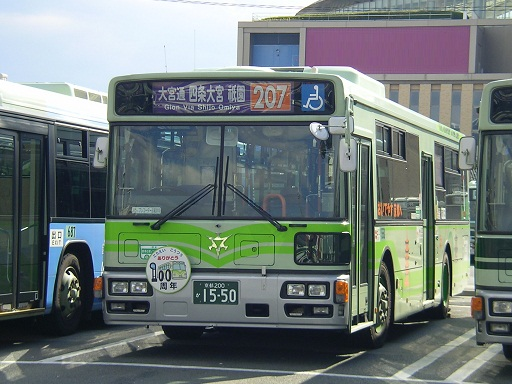
九条グリーンライナー
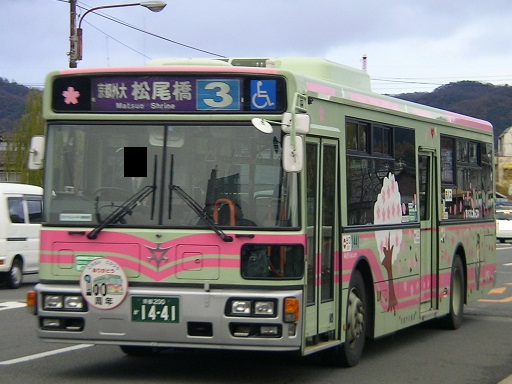
梅津ピンクライナー

## 停留所名
道路が碁盤の目状に作られている市内中心部では、かつての京都市電の停留所名を引き継いでいるケースが基本で、地名の通り名表示同様、停留所名は主に交差する道路名を組み合わせたものが圧倒的に多い。例えば、四条通と河原町通の交差する点の停留所名は「四条河原町」である。すぐ北にある「河原町三条」に対し「河原町四条」ではなく「四条河原町」であるのも市電時代の停留所名を引き継いでいるからである。他都市の様に、停留所の置かれている町名が停留所名になるのは中心部においては少数派で、「△丁目」といった例は皆無である。これは、市民生活においても町名より通り名の方が馴染みが深い京都ならではの事例である。ただし、洛西・伏見など中心部から外れた地域には「△丁目」という停留所がいくつか存在する。また公営であるため宗教法人や学校法人を除けば民間企業の名前は極力避けられており「日新電機前」が唯一の例外である。
七条通（しちじょうどおり）のみ例外で、四条通（しじょうどおり）との混同を避けるため「ななじょうどおり」に読み替えられる。京阪本線七条駅と接続する七条京阪前も「ななじょうけいはんまえ」と案内される。
施設に近い停留所については、その施設にごく近い場合は「施設名+前」となり（例えば「北野天満宮前」など）、比較的距離のある場合は「施設名+道」（例えば「壬生寺道」など）になる。ただし、例えば銀閣寺前停留所から銀閣寺までの距離よりも、金閣寺道停留所（59号系統の山越中町行き停留所を除く）から金閣寺までの距離の方が近い例がある。これは金閣寺にさらに近い位置に金閣寺前停留所があるための相対的距離からの名称である。なお、他地区における停留所から比較的その施設まで距離のある場合によく用いられる「施設名+口」は、市バスにおいては「東山二条・岡崎公園口」などがあるが、極めて数が少ない。また「藤森神社」「藤森神社前」の様に、施設名のみの停留所と「施設名+前」の停留所が「別の停留所」として設置される例もある。また、小学校が最寄となる停留所は「○○校前」と表記するのは3か所で、それ以外は「○○小学校前」としている。
各鉄道との乗り換え停留所についても、前述の通り名表示を使用する例があり、車内アナウンスで「〇〇線ご利用の方はお乗換えください」と追加される。
- 地下鉄や鉄道と接続する停留所で通り名表示を使用する例：四条河原町（京都河原町駅）、四条大宮（大宮駅・四条大宮駅）など
- 鉄道と接続する停留所名に駅名の付加呼称がある例：北大路バスターミナル（地下鉄北大路駅）、四条烏丸（地下鉄四条駅）、東山三条（地下鉄東山駅）、西ノ京円町（JR円町駅）、西大路四条（阪急・嵐電西院駅）など
- 駅名を停留所名に使用する例
  - 「○○駅前」と表記する例：京都駅前、二条駅前、出町柳駅前、西京極駅前などがあり、最も主流。
  - 「××（←鉄道会社名）○○駅前」と表記する例：嵐電妙心寺駅前、阪急嵐山駅前、JR桂川駅前、地下鉄十条駅前、近鉄上鳥羽口駅前　などがあるが、郊外の駅に多い命名法。
  - 「××（←鉄道会社名）○○」と表記し、「駅」の字を入れない例：叡電元田中、京阪中書島・伏見港公園
- 京福電気鉄道の駅については2017年3月18日改正時に「京福〜」が「嵐電〜」に改称された。
- 京阪電鉄の駅については「○○駅前」ではなく、七条京阪前、五条京阪前、四条京阪前、三条京阪前、丸太町京阪前「○○京阪前」という名称が多い。これは「○○京阪」の名称が駅だけでなく地域一帯を指すものとして使われているためである。例外は「京阪淀駅」と「京阪中書島・伏見港公園」ぐらいであるが、両方とも郊外の停留所である。「○○京阪前」という命名法は元は市電の電停の命名法であり、近鉄東寺駅前の停留所名が「九条近鉄前」（1963年までは「九条奈良電前」）であるのも市電以来のものである。なお、出町柳駅前の停留所名が「出町柳駅前」になったのは京阪鴨東線の開業後の1989年からのこと（同時に川端丸太町を前述の「丸太町京阪前」に改称）で、それまでは川端通にある停留所名は「叡電前」（以前の「京福前」）だった。

## 行先表示

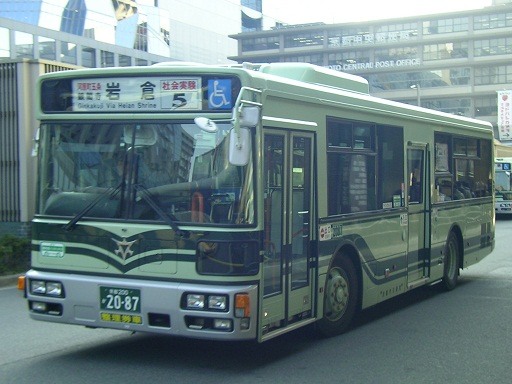
2011年、「四条通におけるバス交通に関する交通実証実験」にて設定された5系統幕

前述のとおり、京都市バスの方向幕はそれぞれの系統にあわせ、均一区間内なら青、均一区間内循環なら橙色、均一区間外なら白地、観光特急路線は赤と定められているが、市バスには様々な系統のほかに、臨時バスに対応したものもある。
- 「まで」と書いてあるバスは、通常の運行とは異なり、掲示された停留所が終点となる。一部区間が一方に回る系統の最終便など車庫に戻る（入庫）の関係で、途中の停留所で運行を打ち切るためである。
- 出入庫系統（操車場と車庫間の営業）等で系統番号が付けられていない路線は、定期運行でも便宜上「臨」系統として運行される路線があり、松尾橋〜四条烏丸間、桂坂中央〜桂駅東口間、西大路四条〜立命館大学前間などで運行されていた。これらの一般系統と同様に均一区間内なら青、区間外なら白地に黒で書かれていた。2024年6月のダイヤ改正時にこれらの表記は原則として廃止された（四条烏丸〜みぶ操車場前間の特出入系統は行き先のみ表示）。
- かつて運行されていた100円循環バスは緑地の方向幕で、側面の表示は100円循環バスの運行区間の4道路状に矢印が記された形となっていた。烏丸御池入庫の場合は前面は「（キャラクター）100円　烏丸御池まで」、側面は4道路状の→の「烏丸御池」部に大きく「烏丸御池まで」とあった。

### 2014年3月22日以降
- 循環系統の途中入庫便の系統表示は、系統番号上部に白地に黒字で「北大路BT」や「みぶ」など、入庫する停留所名（九条車庫までの特202乙入・特207乙入号は、京都駅八条口アバンティ前を経由するため「九条車庫」ではなく「八条口」）が付記される。
  - 上終町行3号系統（3F号系統）、松ヶ崎駅前経由4号系統（特4号系統）、五条通経由5号系統（特5号系統）、竹田駅経由18号系統（臨18号系統）、広沢池経由59号系統（特59号系統）、伏見港行20・22・81・南3号系統でも同様の表記がある。
- 循環系統や一部の系統、ラインカラーが展開されている系統では、途中で表示幕を変える。

その他の特殊な表示
- 急行100・急行101・急行102号系統 - 系統番号上部に、白地に赤字で「急行 Exp.」。通常行先部の日本語表記と英語表記の間のラインは1本であるが、2本ある。
- 急行103・急行104・急行105・急行106・急行110号系統 - 系統番号上部に、白地に赤字で「急行 Exp.」。行先部の日本語表記と英語表記の間のラインは1本で、急行104・急行106・急行110号系統にはラインカラーが入る。
- 快速202・快速205号系統 - 系統番号上部に、白地に橙字で「快速 Rapid」。
- 臨15号系統 - 行先部の左端に白枠で囲まれた「快速 Rapid」が入る。系統部は「臨」。
- 立命館ダイレクト - 系統部に「立命館ダイレクト」。行先部の左端に白枠で囲まれた「直行」とある。
- 二条城・金閣寺Express - 系統部に「二条城・金閣寺」、その下部に白地に黒字で「Express」。行先部は「京都駅←→二条城←→金閣寺」と記される。
- 永観堂・銀閣寺Express - 系統部に「永観堂・銀閣寺」、その下部に白地に黒字で「Express」。行先部は「京都駅←→四条河原町←→銀閣寺」と記される。
- 東山シャトル - 系統部に「東山シャトル」、その上部に往路は白地に黒字で「直行」、復路は白地に黒字で「急行」。
- よるバス - 白地の専用の幕が用意され、行先部の左端によるバスのロゴマークが入る。
- 水族館シャトル - 系統部に「水族館シャトル」、その上部に白地に黒字で「直行」。行先部は「京都駅←→水族館・梅小路公園」と記されていた。
- 祇園Express - 系統部に「祇園」、その下部に白地に黒字で「Express」。行先部の左端に白枠で囲まれた「急行」とあった。
- 岡崎・東山・梅小路Express - 系統部に「岡崎・東山・梅小路」、その下部に白地に黒字で「Express」。行先部の左端に白枠で囲まれた「急行」とあった。

### 2014年3月21日まで
- 烏丸営業所が担当する206号系統の東山通側の区間便（北大路バスターミナル〜祇園〜京都駅前）の系統表示は、白地に橙色（通常と反転）で「206」と書かれ、その上部に「京都駅」や「北大路BT」「東山通」と付記される。
  - 上終町行3号系統、松ヶ崎駅前経由4号系統、竹田駅経由18号系統、二条駅行18号系統、広沢池経由59号系統、伏見港行20・22・81・南3号系統、太秦天神川駅前経由71号系統、竹田駅行特81号系統でも、系統番号の地色は通常と同じだが同様の表記がある。
- 循環系統や一部の系統では途中で表示幕を変えることがある。
  - 5号系統の岩倉行きは平安神宮付近、10・26号系統の山越中町行きは北野白梅町付近、32号系統の京都外大前行きは河原町三条、59号系統の山越中町行きは千本北大路付近、急行100号系統は銀閣寺行きは五条坂付近、京都駅行きは祇園付近、急行101号系統は京都駅行きはわら天神前付近、北大路バスターミナル行きは北野白梅町付近、急行102号系統は錦林車庫行きはわら天神前付近、北大路バスターミナル行きは北野天満宮前付近で方向幕を変更する。
  - これらは全て、終着点ではなく経由地に観光地や主要地点が含まれ、その地点の通過後には不要な情報となるためである。また全便がLED表示器搭載車で運行する70号系統も、経路の途中で表示を変更する。
- 市バスが交通社会実験を行う際には、専用の幕が加刷される。2011年の「四条通におけるバス交通に関する交通実証実験」、2011年および2012年の「電動バス運行に関する実証実験」で設定された運用に入るバスでは専用幕が用意された。

その他の特殊な表示
- 快速202・快速205号系統 - 乗客の乗り間違いを防ぐため、他の系統と異なり白地の方向幕としている。また、側面の方向幕は白地に停留所が書かれているが、停車停留所が紫色のU字型の矢印に沿って書かれている。
- 東山シャトル - 方向幕は白地で、上部に青地に白字で「東山シャトル」、下部に赤字で「直行」黒字で「五条坂（清水寺）」とある。
- 祇園エクスプレス - 系統部に「祇園Express」、行先部に「急行　京都駅」とあるが、通常日本語行先の下にある英語行先が上部にある。
- よるバス - 「かわらまちよるバス」には専用の方向幕はなく、白地に黒字で「京都駅」と表示される（マグネット式のヘッドマークで対応）。「ぎおん・よるバス」では専用の方向幕が用意されている。
- 二条城・金閣寺Express、永観堂・銀閣寺Express - 多客時に運行される臨時系統。2012年5月までは専用の方向幕が用意されず、通常の方向幕の上から経路の印刷されたシートが貼られていた。
- その他臨時系統 - 白地の方向幕に行先が黒字で記される。系統番号などは記されない。
- その他の営業表示 - 「回送車」や「臨時」のほか、「京都市バス」表示などが用意される。

2013年2月に公表された「平成25年度京都市交通事業予算概要」では、2014年3月のダイヤ改正に向けた方向幕のリニューアルの取り組みを計画していることが示唆された。また、同改正に向けた「市バス路線・ダイヤの基本的な考え方」の中では、京都駅発着系統で経由する通りにあわせた「ラインカラー案内」を導入することが発表され、2014年3月のダイヤ改正で、系統ごとに経由する通り別のラインカラーを導入し、方向幕などに展開した。同時に方向幕をリニューアルした。

### 行先表示器
他のバス事業者ではよく見られるLEDの行先表示は、系統を色分けしている影響かあまり導入が進んでいなかった。これまで横大路営業所の中型車 か16系統・南8系統などの小型バス運行路線（日野ポンチョ 使用系統）のみだったが、2010年より営業を開始した2009年度新規投入車両の2272・2273号車（梅津営業所）は、大型車では初のLED表示とり、2009〜2012年度はLED表示を採用したが、2014年3月改正で実施されたラインカラー導入を見越して、2013年度新車から幕式に戻された。
幕式の表示では系統番号が均一・循環・多区間系統で色別表示されバス停やガイドブック、地図でもこの色別表記にならっているが、LED行先表示器ではその区別は無くLED自体の2色表示である。
かつては各系統（または運行区間など）の最終バスは幕式の行先表示器のバックライトに赤ランプを、最終の一つ前は黄緑色を使用していた。なお、LED車に関してはこの限りではなく設備を持たない車両もあるが、2013年より営業を開始した車両では、枠となる部分のLEDが緑色、もしくは赤色に点灯していた。
前述のラインカラー導入により、大半のLED車は洛西営業所や横大路営業所に転属している。
2015年頃にフルカラーLED表示器が発売され、京都市バスでも2018年度に導入を開始し、現在は幕式表示器を装備する車両は存在しない。2024年6月のダイヤ改正より、各系統の最終バスは、行き先の周囲が赤く表示されるようになった（単色LED装備車を除く）。なお、最終の一つ前の表示は行われない。

## 経営状況
| 年度   | 営業収益 | 経常損益 | 一般会計 からの繰入金 |
| ------ | -------- | -------- | --------------------- |
| 2012年 | 18,822   | 2,601    | 4,990                 |
| 2013年 | 18,916   | 2,747    | 4,780                 |
| 2014年 | 19,656   | 2,406    | 4,359                 |
| 2015年 | 20,407   | 2,381    | 4,272                 |
| 2016年 | 20,983   | 2,687    | 4,098                 |
| 2017年 | 21,266   | 2,269    | 4,093                 |
| 2018年 | 21,447   | 1,900    | 4,082                 |
| 2019年 | 21,003   | 200      | 4,527                 |
| 2020年 | 14,883   | ▲4,805   | 5,028                 |
| 2021年 | 16,136   | ▲3,541   | 4,820                 |
| 2022年 | 18,803   | ▲791     | 4,891                 |
| 2023年 | 20,943   | 1,194    | 4,378                 |
| 2024年 |          | 300      |                       |
| 2025年 | 23,747   | ▲795     | 4,452                 |

京都市交通局のバス事業は、かつて資金不足比率が指標を超過し経営健全化団体に該当していたが、交通局の各種の改善に向けた取り組みなどにより、2012年度決算の結果、予定より3年早く経営健全化団体から脱却した。その後は外国人観光客の増加への対応など攻めの経営へと転じた。事業の経常損益では2003年度以降、コロナ禍前の2019年まで黒字が続いた。
各路線の営業係数は、2011年度から全系統でバス停時刻表に掲示されている。営業係数が200を越える赤字系統は、2011年度9系統（16・18・20・22・42・78・84・南1・南8）、2012年度6系統（22・42・78・84・南1・南8）、2013年度4系統（22・42・84・南1）、2014年度2系統（84・南1）、2015年度4系統（84・西5・南1・南8）、2016年度4系統（16・58・84・南1）、と推移している。令和4年度時点で営業係数が最も大きいのは西3号系統（301）、小さいのは207号系統（70）である。

## その他
- ワンマン運転を導入した当時、関西では珍しく前乗り前払い方式を採用していた。その後、多区間系統のワンマン化への対応のため、1970年代前半に後乗り後払い方式に切り替えられた。その間、後乗り後払い方式のバスは正面方向幕左横と車体側面に「後乗りワンマン」と表記されていた。なお、市バスよりも遅れてワンマン運転を導入した市電は全廃まで前乗り前払いであった。また、京都市内を走っていた他の民間バスは当初より後乗り後払い方式である。2018年1月、前年秋に実証実験を行った結果、「前乗り前払い」方式に切り替えることを明らかにした。実施時期は車両および運賃箱更新に合わせて決定する[73]。その後、100号系統に先行導入された[11]。
- 京都市内では、道路交通を一時規制して行われる形での伝統行事が多く（おもに祇園祭や時代祭など）、また、毎年冬には全国高等学校駅伝競走大会や京都マラソンも市内一帯で開かれ、その度に他社含むバス路線は運行経路の変更または運休を迫られる。秋の紅葉のシーズンには休日を中心に嵐山付近で道路規制に伴う経路変更が行われる。
- かつては市バスとその他の民間バス会社とで一部停留所名が異なる所があった（例：市バス「京都市役所前」・その他の会社「河原町二条」、市バス「京大農学部前」・京都バス「農学部前」・京阪バス「京大農学部」、市バス「上終町京都造形芸大前」・京都バス「上終町」[注 15]、市バス「下京区総合庁舎前」・西日本JRバス「三哲」。ただしこれらの例では、市バスの停留所名は以前は他社と同じだったが、市バスが停留所名を変更したときに他社は変更しなかったためこのような相違が生じた）。多くの名称はその後統一され、京阪バスが「京阪藤ノ森駅口」を「藤ノ森」に、西日本JRバスが「千本三条」を「千本三条・朱雀立命館前」に改称するなど他社が市バスに合わせた例がある。
- 市バスとその他の民間バス会社の同名の停留所が別の位置に所在することもある。一例として、かつての西日本JRバス「大将軍」の南行は市バス「北野中学前」と同一乗り場であり、市バス「大将軍」とは全く異なる場所にあった。
- 車内の次停留所の案内表示、運賃表示器に関してはLED式のものも使われていたが、現在全てレシップ製のLCD式の表示に統一されている。また案内表示も停留所も含めユニバーサルデザインに準拠されたものに刷新されている。
- 市バスの車両は乗車ドアが閉まる際にブザーが鳴った後、「扉が閉まります」という男声によるアナウンスが、2012年から2015年までの新車はドアチャイム＋女声による「扉が閉まります」というアナウンスが、2016年の新車はドアチャイム＋女声による「扉が閉まります。ご注意ください。」とドアが完全に閉まるまで繰り返し流れている。これは、かつて乗車しようとした乗客に気づかず、扉にはさんだまま引きずって走行するという事故が立て続けに起きたためである。
- ノンステップバスやワンステップバス、中型車等の中扉車のみ、中扉が開いている間はドアチャイムが鳴る。これは視覚障害者対策で従来の前後扉車と乗車位置が異なることとノンステップバスであることを知らせている目的がある[74]。また、前乗り後降り（運賃先払い）方式を導入している100・102の各系統（「洛バス」（観光系統））では、前扉が開いている間、別のドアチャイムが鳴る様になっている[45]。
- かつて夏･冬･春の学休期間は、平日でも土曜ダイヤで運行され、全く違うダイヤパターンであることが多かった。2004年の白紙改正でこのダイヤは廃止された。